# Équipes championnes NBA
La National Basketball Association (ou NBA) est la principale ligue de basket-ball nord-américaine créée en 1946 sous le nom de BAA (Basketball Association of America).
En 1949, à la suite de la fusion avec la NBL (National Basketball League), la ligue est renommée NBA.
Cette page liste toutes les équipes qui ont été championnes NBA depuis 1946 et recense tous les joueurs, entraîneurs et entraîneurs-adjoint ayant obtenu un titre de champion NBA. 

## Explications
Dans les tableaux ci-dessous, le numéro de maillot du joueur est à gauche. le numéro entre parenthèses indique le nombre de titres acquis sur le nombre en carrière (si plus d'un). Pour les entraîneurs et entraîneurs-adjoints, c'est identique sauf le rajout de Ax= nombre de titres en tant qu'assistant et Jx le nombre de titres en tant que joueur.
Exemple : en 1972 : Bill Sharman (1 + J4) veut dire 1 titre comme entraîneur plus quatre titres en tant que joueur et K.C. Jones (1+ J8) veut dire 1 titre comme entraîneur-adjoint (ce qu'il est cette année-là) plus huit titres en tant que joueur.

## Années 1940

### 1946-1947
En finale les Warriors de Philadelphie battent les Stags de Chicago quatre victoires à une.
| Effectif des Warriors de Philadelphie - Champions BAA 1946-1947 |
| --- |
| 5 Angelo Musi (1) • 6 Jerry Fleishman (1) • 7 Jerry Rullo (1) • 8 George Senesky (1) • 9 Ralph Kaplowitz (1) • 10 Joe Fulks (1) • 12 Howie Dallmar (1) • 14 Matt Guokas, Sr. (1) • 15 Petey Rosenberg (1) • 18 Art Hillhouse (1) Entraîneur : Edward Gottlieb (1) |

### 1947-1948
En finale les Bullets de Baltimore battent les Warriors de Philadelphie quatre victoires à deux.
| Effectif des Bullets de Baltimore - Champions BAA 1947-1948 |
| --- |
| 20 Red Klotz (1) • 21 Dick Schulz (1) • 23 Herm Fuetsch (1) • 26 Buddy Jeannette (1) • 27 Chick Reiser (1) • 29 Kleggie Hermsen (1) • 31 Carl Meinhold (1) • 32 Paul Hoffman (1) • 33 Connie Simmons (1) • 35 Grady Lewis (1) Entraîneur : Buddy Jeannette (1 + J1) |

### 1948-1949

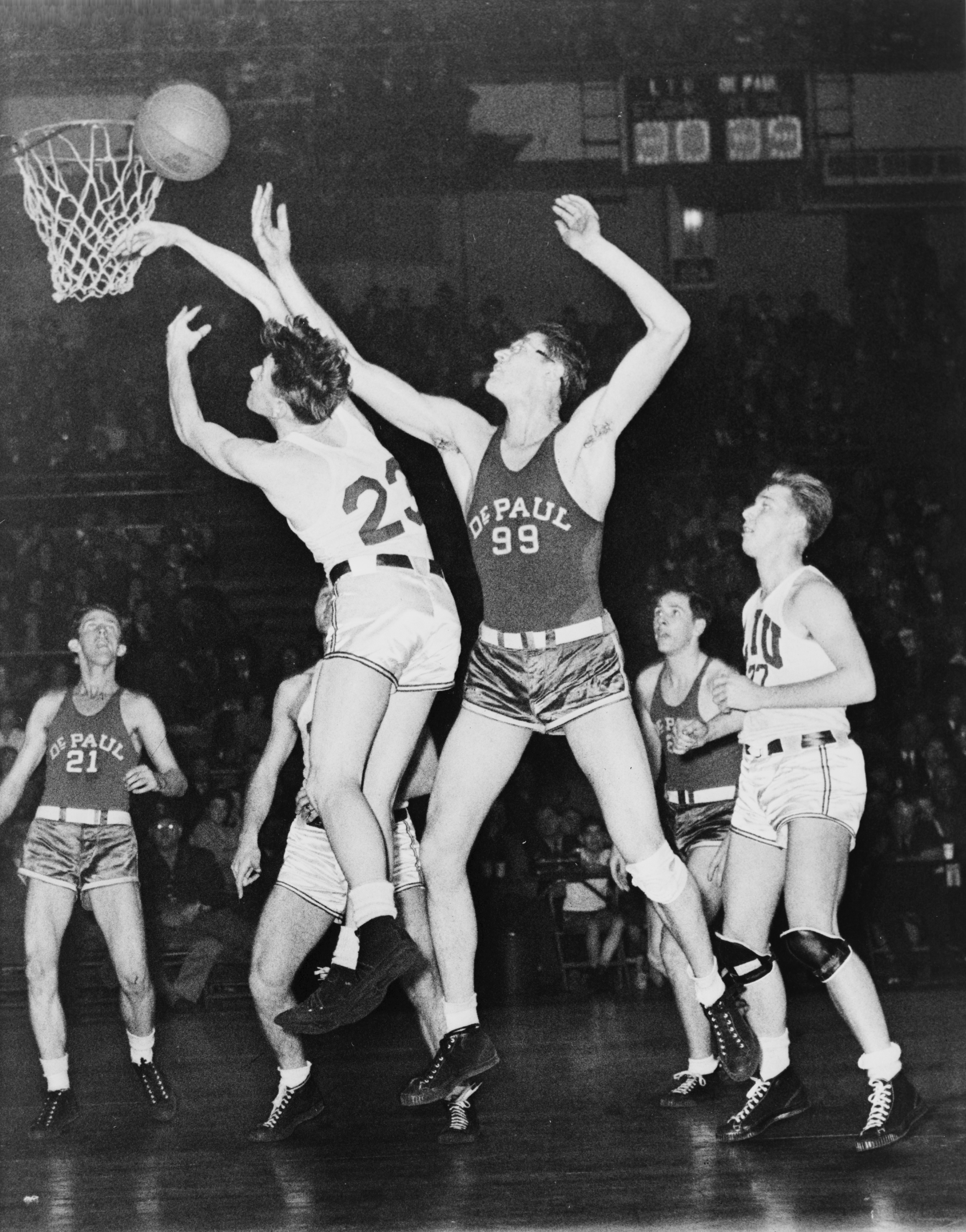
George Mikan (maillot 99) sous les couleurs des Lakers.

En finale les Lakers de  Minneapolis battent les Capitols de Washington quatre victoires à deux.
| Effectif des Lakers de Minneapolis - Champions BAA 1948-1949 |
| --- |
| 10 Herm Schaefer (1/2) • 13 Tony Jaros (1/2) • 14 Earl Gardner (1) • 15 Don Carlson (1/2) • 16 Johnny Jorgensen (1) • 17 Jim Pollard (1/5) • 18 Arnie Ferrin (1/2) • 19 Jack Dwan (1) • 20 Whitey Kachan (1/2) • 22 Donnie Forman (1) • 99 George Mikan (1/5) Entraîneur : John Kundla (1/5) |

### 1949-1950
En finale les Lakers de  Minneapolis battent les Nationals de Syracuse quatre victoires à deux.
| Effectif des Lakers de Minneapolis - Champions BAA 1949-1950 |
| --- |
| 10 Herm Schaefer (2/2) • 11 Billy Hassett (1) •13 Tony Jaros (2/2) • 15 Don Carlson (2/2) • 16 Bob Harrison (1/3) • 17 Jim Pollard (2/5) • 18 Arnie Ferrin (2/2) • 19 Vern Mikkelsen (1/4) • 20 Bud Grant (1) • 22 Slater Martin (1/5) • 99 George Mikan (2/5) Entraîneur : John Kundla (2/5) |

## Années 1950

### 1950-1951
En finale les Royals de Rochester battent les Knickerbockers de New York quatre victoires à trois. 
| Effectif des Royals de Rochester - Champions NBA 1950-1951 |
| --- |
| 3 Frank Saul (1/4) • 9 Bobby Wanzer (1) • 10 Jack Coleman (1/2) • 11 Bob Davies (1) • 12 Arnie Johnson (1) • 14 Arnie Risen (1/2) • 15 Paul Noel (1) • 16 Red Holzman (1) • 19 Bill Calhoun (1) • 20 Joe McNamee (1) Entraîneur : Les Harrison (1) |

### 1951-1952
En finale les Lakers de  Minneapolis battent les Knickerbockers de New York quatre victoires à trois. 
À la suite de cette finale, les Lakers deviennent l'équipe la plus titrée, ainsi que les joueurs Jim Pollard et George Mikan et l'entraineur John Kundla avec 3 titres chacun.
| Effectif des Lakers de Minneapolis - Champions NBA 1951-1952 |
| --- |
| 11 Lew Hitch (1/2) • 12 Howie Schultz (1) • 15 Joe Hutton (1) • 16 Bob Harrison (2/3) • 17 Jim Pollard (3/5) • 18 Frank Saul (2/4) • 19 Vern Mikkelsen (2/4) • 22 Slater Martin (2/5) • 99 George Mikan (3/5) Entraîneur : John Kundla (3/5) |

### 1952-1953
En finale les Lakers de  Minneapolis battent les Knicks de New York quatre victoires à une.
Les Lakers restent l'équipe la plus titrée, ainsi que les joueurs Jim Pollard et George Mikan et l'entraineur John Kundla avec 4 titres chacun.
| Effectif des Lakers de Minneapolis - Champions NBA 1952-1953 |
| --- |
| 11 Lew Hitch (2/2) • 12 Jim Holstein (1/2) • 15 Dick Schnittker (1/2) • 16 Bob Harrison (3/3) • 17 Jim Pollard (4/5) • 18 Frank Saul (3/4) • 19 Vern Mikkelsen (3/4) • 20 Myer Skoog (1/2) • 22 Slater Martin (3/5) •99 George Mikan (4/5) Entraîneur : John Kundla (4/5) |

### 1953-1954
En finale les Lakers de  Minneapolis battent les Nationals de Syracuse quatre victoires à trois.
Les Lakers restent l'équipe la plus titrée, ainsi que les joueurs Jim Pollard et George Mikan et l'entraineur John Kundla avec 5 titres chacun, devant Frank Saul, Vern Mikkelsen et Slater Martin avec 4 titres. Par contre Frank Saul est le premier joueur à obtenir 4 titres consécutifs (1 avec les Royals de Rochester et 3 avec les Lakers) et surtout un des deux seuls de l'histoire de la NBA (avec Steve Kerr) a gagné deux championnats avec deux équipes consécutivement.
| Effectif des Lakers de Minneapolis - Champions NBA 1953-1954 |
| --- |
| 12 Jim Holstein (2/2) • 15 Dick Schnittker (2/2) • 17 Jim Pollard (5/5) • 18 Frank Saul (4/4) • 19 Vern Mikkelsen (4/4) • 20 Myer Skoog (2/2) • 22 Slater Martin (4/5) • 34 Clyde Lovellette (1/3) • 99 George Mikan (5/5) Entraîneur : John Kundla (5/5) |

### 1954-1955

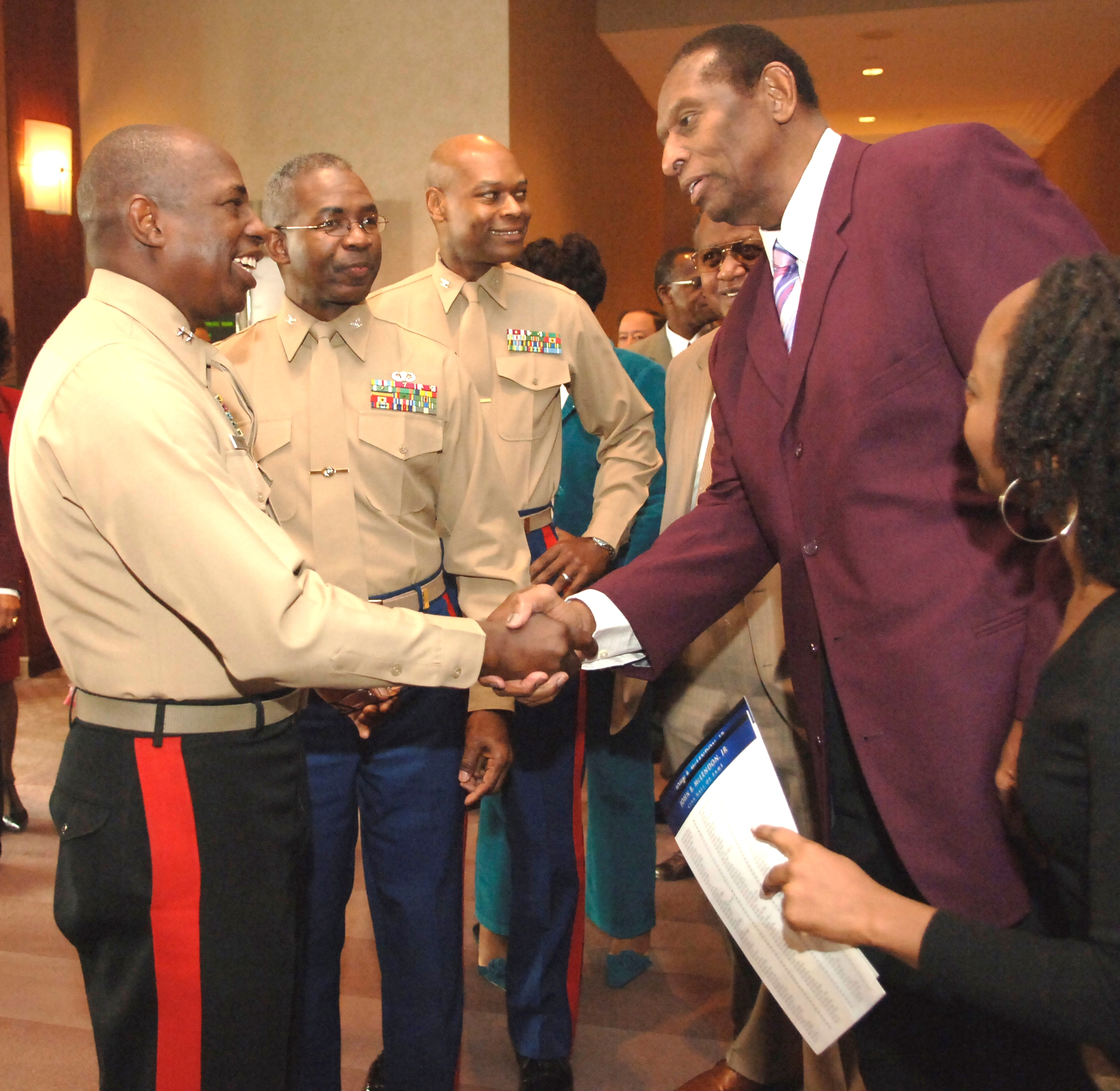
Earl Lloyd (ici à droite en 2006) premier Afro-Américain à jouer en NBA.

En finale les Nationals de Syracuse battent les Pistons de Fort Wayne quatre victoires à trois.
| Effectif des Nationals de Syracuse - Champions NBA 1954-1955 |
| --- |
| 3 George King (1) • 4 Dolph Schayes (1) • 5 Paul Seymour (1) • 7 Billy Gabor (1) • 8 Wally Osterkorn (1) • 10 Johnny Kerr (1) • 11 Earl Lloyd (1) • 12 Dick Farley (1) • 14 Jim Tucker (1) • 15 Bill Kenville (1) • 16 Red Rocha (1) Entraîneur : Al Cervi (1) |

### 1955-1956
En finale les Warriors de Philadelphie battent les Pistons de Fort Wayne quatre victoires à une.
George Senesky qui avait gagné le premier titre BAA en 1947 avec les Warriors, le regagne 9 ans après en tant qu'entraineur des Warriors.
| Effectif des Warriors de Philadelphie - Champions NBA 1955-1956 |
| --- |
| 4 Larry Hennessy (1) • 5 George Dempsey (1) • 6 Neil Johnston (1) • 7 Ernie Beck (1) • 9 Joe Graboski (1) • 11 Paul Arizin (1) • 12 Buddy Davis (1/2) • 14 Jackie Moore (1) • 15 Tom Gola (1) • 17 Jack George (1) Entraîneur : George Senesky (1 + J1) |

### 1956-1957
En finale les Celtics de Boston battent les Hawks de Saint-Louis quatre victoires à trois.
| Effectif des Celtics de Boston - Champions NBA 1956-1957 |
| --- |
| 6 Bill Russell (1/11) • 14 Bob Cousy (1/6) • 15 Tom Heinsohn (1/8) • 16 Jack Nichols (1) • 17 Andy Phillip (1) • 18 Jim Loscutoff (1/7) • 19 Arnie Risen (1/2) • 20 Dick Hemric (1) • 21 Bill Sharman (1/4) • 23 Frank Ramsey (1/7) • 29 Lou Tsioropoulos (1/2) Entraîneur : Red Auerbach (1/8) |

### 1957-1958
En finale les Hawks de Saint-Louis battent les Celtics de Boston quatre victoires à deux.
| Effectif des Hawks de Saint-Louis - Champions NBA 1957-1958 |
| --- |
| 9 Bob Pettit (1) • 11 Jack Coleman (2/2) • 12 Buddy Davis (2/2) • 13 Chuck Share (1) • 15 Win Wilfong (1) • 16 Cliff Hagan (1) • 17 Med Park (1) • 20 Ed Macauley (1) • 21 Jack McMahon (1) • 22 Slater Martin (5/5) Entraîneur : Alex Hannum (1/2) |

### 1958-1959
En finale les Celtics de Boston battent les Lakers de  Minneapolis quatre victoires à zéro. C'est la première fois que le vainqueur gagne sur ce score .
| Effectif des Celtics de Boston - Champions NBA 1958-1959 |
| --- |
| 6 Bill Russell (2/11) • 14 Bob Cousy (2/6) • 15 Tom Heinsohn (2/8) • 16 Bennie Swain (1) • 17 Gene Conley (1/3) • 18 Jim Loscutoff (2/7) • 21 Bill Sharman (2/4) • 23 Frank Ramsey (2/7) • 24 Sam Jones (1/10) • 25 K.C. Jones (1/8) • 29 Lou Tsioropoulos (2/2) Entraîneur : Red Auerbach (2/9) |

### 1959-1960

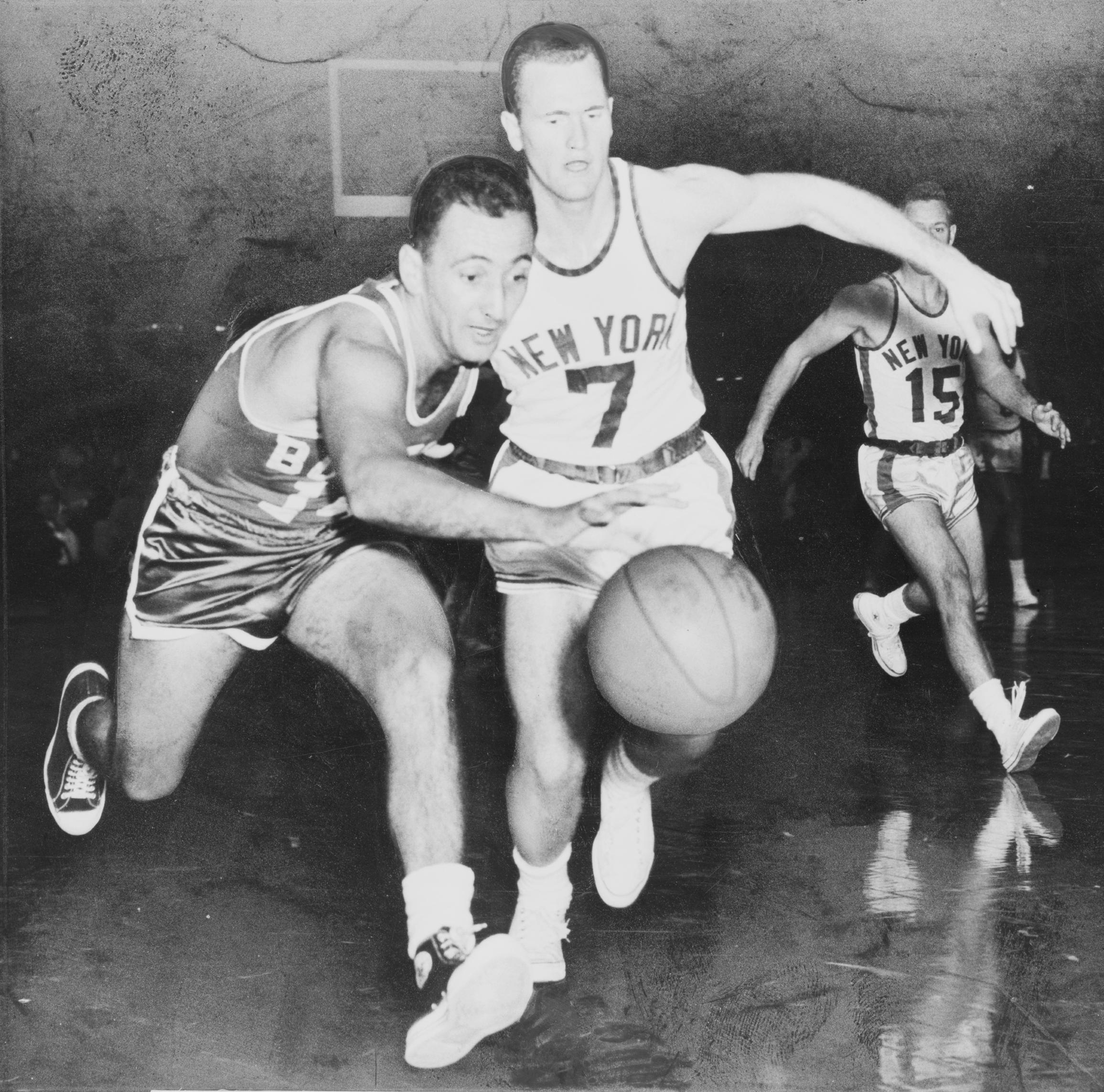
Bob Cousy essayant d'attraper le ballon sous les couleurs des Celtics.

En finale les Celtics de Boston battent les Hawks de Saint-Louis quatre victoires à trois .
| Effectif des Celtics de Boston - Champions NBA 1959-1960 |
| --- |
| 6 Bill Russell (3/11) • 14 Bob Cousy (3/6) • 15 Tom Heinsohn (3/8) • 16 John Richter (1) • 17 Gene Conley (2/3) • 18 Jim Loscutoff (3/7) • 20 Gene Guarilia (1/4) • 21 Bill Sharman (3/4) • 23 Frank Ramsey (3/7) • 24 Sam Jones (2/10) • 25 K.C. Jones (2/8) Entraîneur : Red Auerbach (3/8) |

## Années 1960

### 1960-1961

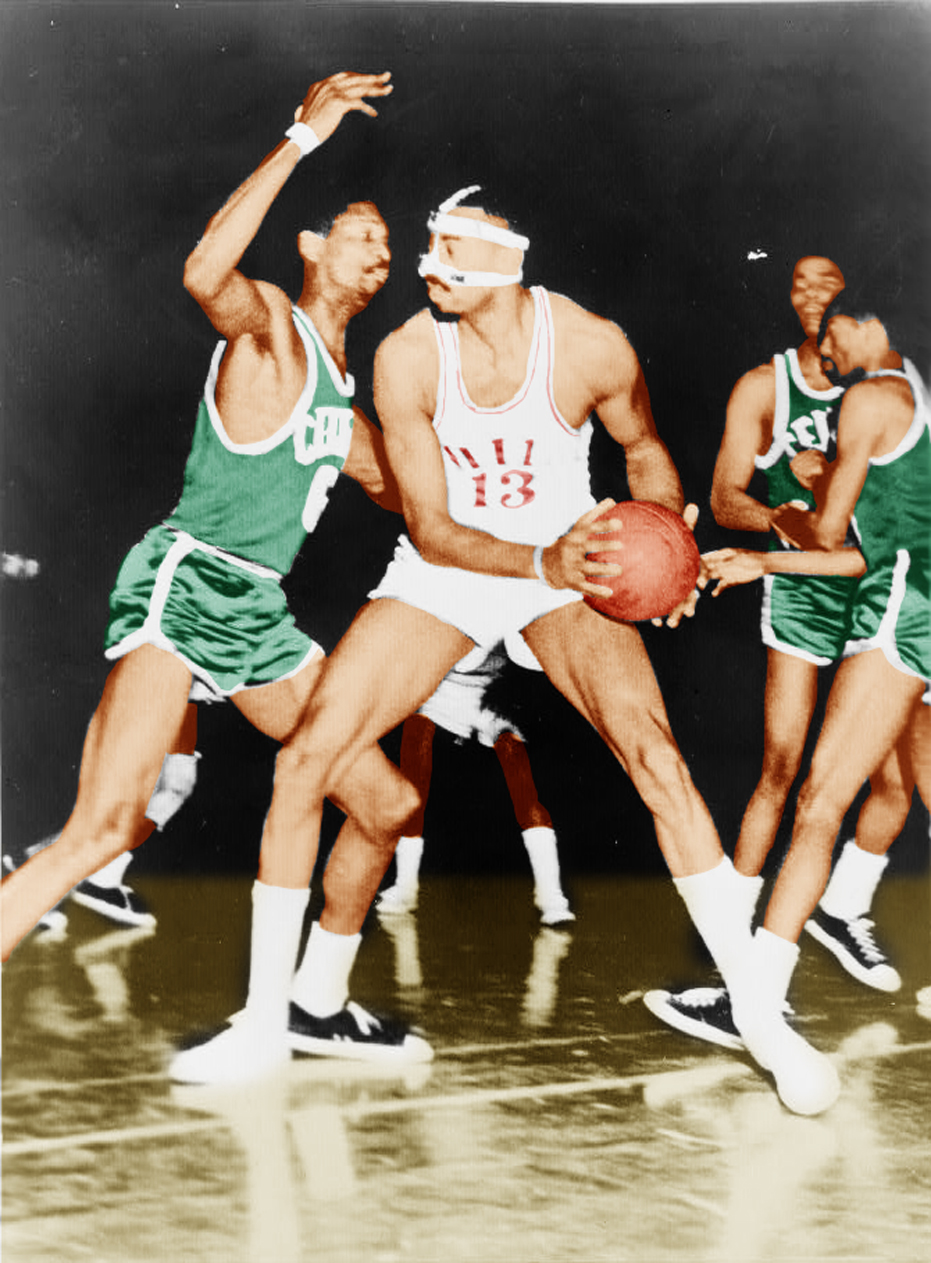
Bill Russell en défense face à son grand rival Wilt Chamberlain avec la balle dans ses mains.

En finale les Celtics de Boston battent à nouveau les Hawks de Saint-Louis quatre victoires à une. 
| Effectif des Celtics de Boston - Champions NBA 1960-1961 |
| --- |
| 6 Bill Russell (4/11) • 14 Bob Cousy (4/6) • 15 Tom Heinsohn (4/8) • 16 Satch Sanders (1/8) • 17 Gene Conley (3/3) • 18 Jim Loscutoff (4/7) • 20 Gene Guarilia (2/4) • 21 Bill Sharman (4/4) • 23 Frank Ramsey (4/7) • 24 Sam Jones (3/10) • 25 K.C. Jones (3/8) Entraîneur : Red Auerbach (4/9) |

### 1961-1962
En finale les Celtics de Boston battent les Lakers de Los Angeles quatre victoires à trois et deviennent la première franchise à obtenir quatre titres consécutifs. 
| Effectif des Celtics de Boston - Champions NBA 1961-1962 |
| --- |
| 4 Carl Braun (1) • 6 Bill Russell (5/11) • 14 Bob Cousy (5/6) • 15 Tom Heinsohn (5/8) • 16 Satch Sanders (2/8) • 18 Jim Loscutoff (5/7) • 20 Gene Guarilia (3/4) • 21 Gary Phillips (1) • 23 Frank Ramsey (5/7) • 24 Sam Jones (4/10) • 25 K.C. Jones (4/8) Entraîneur : Red Auerbach (5/9) |

### 1962-1963
En finale les Celtics de Boston battent à nouveau les Lakers de Los Angeles quatre victoires à deux et deviennent à la fois la première franchise à obtenir cinq titres consécutifs et un total de six titres dépassant ainsi leur adversaire de la finale qui en compte cinq. Ces 2 franchises remportant ainsi 11 des 17 finales NBA disputées. 
Avec ce succès les joueurs Bill Russell, Bob Cousy, Tom Heinsohn, Jim Loscutoff et Frank Ramsey ainsi que l'entraîneur Red Auerbach deviennent les plus titrés de NBA avec 6 titres chacun (dont 5 consécutifs). 
| Effectif des Celtics de Boston - Champions NBA 1962-1963 |
| --- |
| 4 Clyde Lovellette (2/3) • 6 Bill Russell (6/11) • 12 Dan Swartz (1) • 14 Bob Cousy (6/7) • 15 Tom Heinsohn (6/8) • 16 Satch Sanders (3/8) • 17 John Havlicek (1/8) • 18 Jim Loscutoff (6/7) • 20 Gene Guarilia (4/4) • 23 Frank Ramsey (6/7) • 24 Sam Jones (5/10) • 25 K.C. Jones (5/8) Entraîneur : Red Auerbach (6/9) |

### 1963-1964

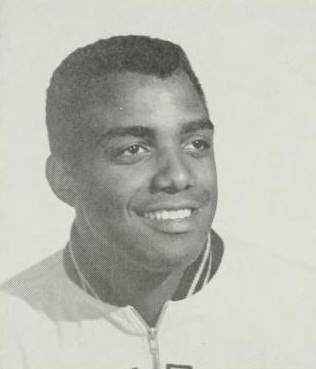
Willie Naulls en 1956.

En finale les Celtics de Boston battent les Warriors de San Francisco quatre victoires à une. 
Avec ce succès les joueurs Bill Russell, Tom Heinsohn, Jim Loscutoff et Frank Ramsey ainsi que l'entraîneur Red Auerbach deviennent les plus titrés de NBA avec 7 titres chacun (dont 6 consécutifs). 
| Effectif des Celtics de Boston - Champions NBA 1963-1964 |
| --- |
| 4 Clyde Lovellette (3/3) • 6 Bill Russell (7/11) • 12 Willie Naulls (1/3) • 15 Tom Heinsohn (7/8) • 16 Satch Sanders (4/8) • 17 John Havlicek (2/8) • 18 Jim Loscutoff (7/7) • 20 Larry Siegfried (1/5) • 21 Johnny McCarthy (1) • 23 Frank Ramsey (7/7) • 24 Sam Jones (6/10) • 25 K.C. Jones (6/8) Entraîneur : Red Auerbach (7/9) |

### 1964-1965
En finale les Celtics de Boston battent une nouvelle fois les Lakers de Los Angeles quatre victoires à une. 
Avec les départs de Jim Loscutoff et Frank Ramsey en fin de saison passée, les joueurs Bill Russell et Tom Heinsohn, ainsi que l'entraîneur Red Auerbach restent les plus titrés de NBA avec 8 titres chacun (dont 7 consécutifs). 
| Effectif des Celtics de Boston - Champions NBA 1964-1965 |
| --- |
| 4 Gerry Ward (1) • 5 John Thompson (1/2) • 6 Bill Russell (8/11) • 11 Mel Counts (1/2) • 12 Willie Naulls (2/3) • 15 Tom Heinsohn (8/8) • 16 Satch Sanders (5/8) • 17 John Havlicek (3/8) • 20 Larry Siegfried (2/5) • 21 Ron Bonham (1/2) • 24 Sam Jones (7/10) • 25 K.C. Jones (7/8) Entraîneur : Red Auerbach (8/9) |

### 1965-1966

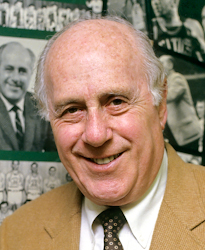
Red Auerbach obtient 9 titres comme entraîneur des Celtics entre 1950 et 1966.

En finale les Celtics de Boston battent pour la troisième fois en quatre ans les Lakers de Los Angeles quatre victoires à trois et obtiennent leurs huitième victoire consécutive, performance jamais égalé depuis.
Tom Heinsohn ayant arrêté sa carrière, Bill Russell comme joueur et Red Auerbach comme entraîneur restent les plus titrés de NBA avec 9 titres chacun (dont 8 consécutifs). 
| Effectif des Celtics de Boston - Champions NBA 1965-1966 |
| --- |
| 5 John Thompson (2/2) • 6 Bill Russell (9/11) • 11 Mel Counts (2/2) • 12 Willie Naulls (3/3) • 16 Satch Sanders (6/8) • 17 John Havlicek (4/8) • 18 Woody Sauldsberry (1) • 19 Don Nelson (1/5) • 20 Larry Siegfried (3/5) • 21 Ron Bonham (2/2) • 24 Sam Jones (8/10) • 25 K.C. Jones (8/8) Entraîneur : Red Auerbach (9/9) |

### 1966-1967
En finale les 76ers de Philadelphie battent les Warriors de San Francisco quatre victoires à deux.
| Effectif des 76ers de Philadelphie - Champions NBA 1966-1967 |
| --- |
| 12 Bob Weiss (1) • 13 Wilt Chamberlain (1/2) • 14 Matt Guokas (1) • 15 Hal Greer (1) • 20 Dave Gambee (1) • 21 Larry Costello (1) • 24 Wali Jones (1) • 25 Chet Walker (1) • 28 Bill Melchionni (1) • 32 Billy Cunningham (1) • 54 Lucious Jackson (1) Entraîneur : Alex Hannum (2/2) |

### 1967-1968
En finale les Celtics de Boston battent pour la quatrième fois en six ans les Lakers de Los Angeles quatre victoires à deux. 
Bill Russell décroche son dixième titre en tant que joueur et son premier comme entraîneur.
| Effectif des Celtics de Boston - Champions NBA 1967-1968 |
| --- |
| 6 Bill Russell (10/11) • 11 Mal Graham (1/2) • 12 Tom Thacker (1) • 16 Satch Sanders (7/8) • 17 John Havlicek (5/8) • 18 Bailey Howell (1/2) • 19 Don Nelson (2/5) • 20 Larry Siegfried (4/5) • 24 Sam Jones (9/10) • 26 Rick Weitzman (1) • 27 Johnny Jones (1) • 28 Wayne Embry (1) Entraîneur : Bill Russell (1/2 + J10) |

### 1968-1969
En finale les Celtics de Boston battent encore les Lakers de Los Angeles quatre victoires à trois. Pour la première fois où il est décerné, le titre MVP Finales est attribué à un joueur de l'équipe perdante : Jerry West. 
Avec cette victoire Bill Russell établi un nouveau record avec 11 titres gagnés (+ 2 en tant qu'entraîneur) devant Sam Jones avec 10 titres. Ces deux records tiennent encore après la saison 2021-2022.
| Effectif des Celtics de Boston - Champions NBA 1968-1969 |
| --- |
| 6 Bill Russell (11/11) • 7 Em Bryant (1) • 11 Mal Graham (2/2) • 12 Don Chaney (1/2) • 16 Satch Sanders (8/8) • 17 John Havlicek (6/8) • 18 Bailey Howell (2/2) • 19 Don Nelson (3/5) • 20 Larry Siegfried (5/5) • 24 Sam Jones (10/10) • 26 Rich Johnson (1) • 28 Jim Barnes (1) Entraîneur : Bill Russell (2/2 + J11) |

### 1969-1970
En finale les Knicks de New York gagnent leur premier titre en battant les Lakers de Los Angeles (troisième finale perdue consécutivement) quatre victoires à trois. 
Après 24 championnats : 136 joueurs et 9 entraineurs représentants 7 franchises ont obtenu au moins un titre.
| Effectif des Knicks de New York- Champions NBA 1969-1970 |
| --- |
| 5 Don May (1) • 6 Mike Riordan (1) • 9 Dave Stallworth (1) • 10 Walt Frazier (1/2) • 12 Dick Barnett (1/2) • 16 John Warren (1) • 17 Nate Bowman (1) • 18 Phil Jackson (1/2) • 19 Willis Reed (MVP Finales) (1/2) • 20 Bill Hosket (1) • 22 Dave DeBusschere (1/2) • 24 Bill Bradley (1/2) • 33 Cazzie Russell (1) Entraîneur : Red Holzman (1/2 + J1) |

## Années 1970

### 1970-1971
En finale les Bucks de Milwaukee gagnent leur premier titre en battant les Bullets de Baltimore quatre victoires à zéro.
| Effectif des Bucks de Milwaukee - Champions NBA 1970-1971 |
| --- |
| 1 Oscar Robertson (1) • 4 Greg Smith (1) • 5 Marv Winkler (1) • 7 Lucius Allen (2/2) • 8 Jeff Webb (1) • 10 Bob Dandridge (1/2) • 14 Jon McGlocklin (1) • 18 Bob Greacen (1) • 19 Dick Cunningham (1) • 20 Bob Boozer (1) • 33 Kareem Abdul-Jabbar (MVP Finales) (1/6) • 35 McCoy McLemore (1) Entraîneur : Larry Costello (1) |

### 1971-1972
En finale les Lakers de Los Angeles battent les Knicks de New York quatre victoires à une.
À noter que ce sont deux ex-joueurs des Celtics de Boston qui sont aux commandes des Lakers de Los Angeles : Bill Sharman (4 titres) et un de ses adjoints, K.C. Jones (8 titres). 
| Effectif des Lakers de Los Angeles - Champions NBA 1971-1972 |
| --- |
| 5 Jim McMillian (1) • 11 Jim Cleamons (1) • 12 Pat Riley (1) • 13 Wilt Chamberlain (MVP Finales) (2/2) • 14 LeRoy Ellis (1) • 21 Flynn Robinson (1) • 24 Keith Erickson (1) • 25 Gail Goodrich (1) • 31 John Trapp (1) • 44 Jerry West (1) • 52 Happy Hairston (1) Entraîneur : Bill Sharman (1 + J4) Entraîneurs-Adjoints : K.C. Jones (1/2 + J8) • Bill Bertka (1) |

### 1972-1973
En finale les Knicks de New York prennent leur revanche en battant les Lakers de Los Angeles quatre victoires à une. 
| Effectif des Knicks de New York- Champions NBA 1972-1973 |
| --- |
| 7 Dean Meminger (1) • 10 Walt Frazier (2/2) • 12 Dick Barnett (2/2) • 15 Earl Monroe (1) • 17 Henry Bibby (1) • 18 Phil Jackson (2/2) • 19 Willis Reed (MVP Finales) (2/2) • 22 Dave DeBusschere (2/2) • 24 Bill Bradley (2/2) • 32 Jerry Lucas (1) • 40 John Gianelli (1) • 43 Harthorne Wingo (1) Entraîneur : Red Holzman (2/2 + J1) |

### 1973-1974
En finale les Celtics de Boston battent les Bucks de Milwaukee quatre victoires à trois.
| Effectif des Celtics de Boston - Champions NBA 1973-1974 |
| --- |
| 7 Art Williams (1) • 10 Jo Jo White (1/2) • 11 Steve Kuberski (1/2) • 12 Don Chaney (2/2) • 17 John Havlicek (MVP Finales) (7/8) • 18 Dave Cowens (1/2) • 19 Don Nelson (4/5) • 20 Phil Hankinson (1) • 29 Hank Finkel (1) • 32 Steve Downing (1) • 35 Paul Silas (1/3) • 44 Paul Westphal (1) Entraîneur : Tom Heinsohn (1/2 + J8) Entraîneur-Adjoint : John Killilea (1/2) |

### 1974-1975
En finale les Warriors de Golden State battent les Bullets de Washington quatre victoires à zéro. 
| Effectif des Warriors de Golden State - Champions NBA 1974-1975 |
| --- |
| 10 Charles Johnson (1/2) • 15 Charles Dudley (1) • 20 Phil Smith (1) • 21 Butch Beard (1) • 22 Steve Bracey (1) • 23 Jeff Mullins (1) • 24 Rick Barry (MVP Finales) (1) • 32 Bill Bridges (1) • 40 Derrek Dickey (1) • 41 Jamaal Wilkes (1/4) • 44 Clifford Ray (1) • 52 George Johnson (1) Entraîneur : Al Attles (1) Entraîneur-Adjoint : Joe Roberts (1) |

### 1975-1976
En finale les Celtics de Boston battent les Suns de Phoenix quatre victoires à deux, pour un treizième titre.
| Effectif des Celtics de Boston - Champions NBA 1975-1976 |
| --- |
| 10 Jo Jo White (MVP Finales) (2/2) • 11 Charlie Scott (1) • 17 John Havlicek (8/8) • 18 Dave Cowens (2/2) • 19 Don Nelson (5/5) • 27 Kevin Stacom (1) • 31 Tom Boswell (1) • 33 Steve Kuberski (2/2) • 34 Jim Ard (1) • 35 Paul Silas (2/3) • 42 Jerome Anderson (1) Entraîneur : Tom Heinsohn (2/2 + J8) Entraîneur-Adjoint : John Killilea (2/2) |

### 1976-1977
En finale les Trail Blazers de Portland battent les 76ers de Philadelphie quatre victoires à deux.
| Effectif des Trail Blazers de Portland - Champions NBA 1976-1977 |
| --- |
| 3 Herm Gilliam (1) • 10 Corky Calhoun (1) • 13 David Twardzik (1) • 14 Lionel Hollins (1) • 15 Larry Steele (1) • 16 Johnny Davis (1) • 20 Maurice Lucas (1) • 30 Bob Gross (1) • 32 Bill Walton (MVP Finales) (1/2) • 34 Robin Jones (1) • 36 Lloyd Neal (1) • 42 Wally Walker (1/2) Entraîneur : Jack Ramsay (1) Entraîneur adjoint : Jack McKinney (1) |

### 1977-1978
En finale les Bullets de Washington battent les SuperSonics de Seattle quatre victoires à trois.
| Effectif des Bullets de Washington - Champions NBA 1977-1978 |
| --- |
| 10 Bob Dandridge (2/2) • 11 Elvin Hayes (1) • 14 Tom Henderson (1) • 15 Charles Johnson (2/2) • 20 Phil Walker (1) • 25 Mitch Kupchak (1/3) • 32 Larry Wright (1) • 35 Kevin Grevey (1) • 41 Wes Unseld (MVP Finales) (1) • 42 Greg Ballard (1) • 44 Joe Pace (1) • 45 Phil Chenier (1) Entraîneur : Dick Motta (1) Entraîneur adjoint : Bernie Bickerstaff (1) |

### 1978-1979
En finale les SuperSonics de Seattle prennent leur revanche et battent les Bullets de Washington quatre victoires à une.
| Effectif des SuperSonics de Seattle - Champions NBA 1978-1979 |
| --- |
| 1 Gus Williams (1) • 8 Lonnie Shelton (1) • 10 Joe Hassett (1) • 11 Dick Snyder (1) • 21 Dennis Awtrey (1) • 22 Jackie Robinson (1) • 23 Tom LaGarde (1) • 24 Dennis Johnson (MVP Finales) (1/3) • 27 John Johnson (1) • 32 Fred Brown (1) • 35 Paul Silas (3/3) • 42 Wally Walker (2/2) • 43 Jack Sikma (1) Entraîneur : Lenny Wilkens (1) Entraîneur adjoint : Les Habegger (1) |

### 1979-1980

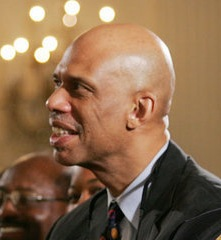
Kareem Abdul-Jabbar, ancien joueur des Lakers en 2006.

En finale les Lakers de Los Angeles battent les 76ers de Philadelphie quatre victoires à deux.
| Effectif des Lakers de Los Angeles - Champions NBA 1979-1980 |
| --- |
| 7 Marty Byrnes (1) • 9 Jim Chones (1) • 10 Norm Nixon (1/2) • 14 Brad Holland (1) • 15 Butch Lee (1) • 21 Michael Cooper (1/5) • 31 Spencer Haywood (1) • 32 Magic Johnson (MVP Finales) (1/5) • 33 Kareem Abdul-Jabbar (2/6) • 52 Jamaal Wilkes (1/4) • 54 Mark Landsberger (1/2) Entraîneur : Paul Westhead (1) Entraîneurs adjoints : Pat Riley (1 + J1) • Mike Thibault (1/2) |

## Années 1980

### 1980-1981
En finale les Celtics de Boston battent les Rockets de Houston quatre victoires à deux.
| Effectif des Celtics de Boston - Champions NBA 1980-1981 |
| --- |
| 00 Robert Parish (1/4) • 7 Nate Archibald (1) • 30 M.L. Carr (1/2) • 31 Cedric Maxwell (MVP Finales) (1/2) • 32 Kevin McHale (1/3) • 33 Larry Bird (1/3) • 40 Terry Duerod (1) • 42 Chris Ford (1) • 43 Gerald Henderson (1/3) • 45 Eric Fernsten (1) • 53 Rick Robey (1) Entraîneur : Bill Fitch (1) Entraîneurs-Adjoints : K.C. Jones (2/2 + J8) • Jimmy Rodgers (1/2) |

### 1981-1982

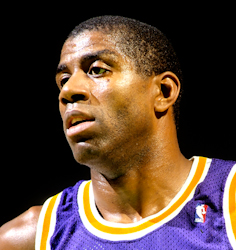
Magic Johnson portant le maillot des Lakers en 1987.

En finale les Lakers de Los Angeles battent, comme en 1979, les 76ers de Philadelphie quatre victoires à deux.
| Effectif des Lakers de Los Angeles - Champions NBA 1981-1982 |
| --- |
| 5 Eddie Jordan (1) • 8 Jim Brewer (1) • 10 Norm Nixon (2/2) • 11 Bob McAdoo (1/2) • 21 Michael Cooper (2/5) • 30 Kevin McKenna (1) • 31 Kurt Rambis (1/4) • 32 Magic Johnson (MVP Finales) (2/5) • 33 Kareem Abdul-Jabbar (3/6) • 34 Clay Johnson (1) • 40 Mike McGee (1/2) • 41 Mitch Kupchak (2/3) • 52 Jamaal Wilkes (2/4) • 54 Mark Landsberger (2/2) Entraîneur : Pat Riley (1/3 + A1 + J1) Entraîneurs-Adjoints : Bill Bertka (1/2)• Mike Thibault (2/2) |

### 1982-1983
En finale les 76ers de Philadelphie prennent une éclatante revanche en dominant les Lakers de Los Angeles quatre victoires à zéro.
| Effectif des 76ers de Philadelphie - Champions NBA 1982-1983 |
| --- |
| 2 Moses Malone (MVP Finales) (1) • 4 Clint Richardson (1) • 6 Julius Erving (1) 8 Marc Iavaroni (1) • 10 Maurice Cheeks (1) • 14 Franklin Edwards (1) • 22 Andrew Toney (1) • 24 Bobby Jones (1) • 25 Earl Cureton (1/2) • 31 Mark McNamara (1) • 33 Reggie Johnson (1) • 45 Clemon Johnson (1) Entraîneur : Billy Cunningham (1 + J1) Entraîneurs-Adjoints : Matt Guokas (1 + J1) • Jack McMahon (1) |

### 1983-1984

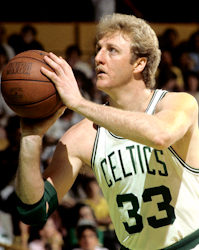
Larry Bird en 1985 sous les couleurs des Celtics.

En finale les Celtics de Boston battent les Lakers de Los Angeles quatre victoires à trois.
| Effectif des Celtics de Boston - Champions NBA 1983-1984 |
| --- |
| 00 Robert Parish (2/4) • 3 Dennis Johnson (2/3) • 8 Scott Wedman (1/2) • 28 Quinn Buckner (1) • 30 M.L. Carr (2/2) • 31 Cedric Maxwell (2/2) • 32 Kevin McHale (2/3) • 33 Larry Bird (MVP Finales) (2/3) • 40 Carlos Clark (1) • 43 Gerald Henderson (2/3) • 44 Danny Ainge (1/2) • 50 Greg Kite (1/2) Entraîneur : K.C. Jones (1/2 + A2 + J8) Entraîneurs-Adjoints : • Jimmy Rodgers (2/2) • Chris Ford (1 + J1) |

### 1984-1985
En finale revanche des Lakers de Los Angeles qui battent les Celtics de Boston quatre victoires à deux.
| Effectif des Lakers de Los Angeles - Champions NBA 1984-1985 |
| --- |
| 1 Earl Jones (1) • 4 Byron Scott (1/3) • 11 Bob McAdoo (2/2) • 12 Ronnie Lester (1) • 21 Michael Cooper (3/5) • 25 Mitch Kupchak (3/3) • 31 Kurt Rambis (2/4) • 32 Magic Johnson (3/5) • 33 Kareem Abdul-Jabbar (MVP Finales) (4/6) • 35 Larry Spriggs (1) • 40 Mike McGee (2/2) • 42 James Worthy (1/3) • 43 Chuck Nevitt (1) • 52 Jamaal Wilkes (4/4) Entraîneur : Pat Riley (2/5 + A1 + J1) Entraîneurs-Adjoints : Bill Bertka (2/2)• Dave Wohl (1) |

### 1985-1986
En finale les Celtics de Boston battent une nouvelle fois les Rockets de Houston quatre victoires à deux.
| Effectif des Celtics de Boston - Champions NBA 1985-1986 |
| --- |
| 00 Robert Parish (3/4) • 3 Dennis Johnson (3/3) • 5 Bill Walton (2/2) • 8 Scott Wedman (2/2) • 11 Sam Vincent (1) • 12 Jerry Sichting (1) • 32 Kevin McHale (3/3) • 33 Larry Bird (MVP Finales) (3/3) • 34 Rick Carlisle (1) • 44 Danny Ainge (2/2) • 45 David Thirdkill (1) • 50 Greg Kite (2/2) Entraîneur : K.C. Jones (2/2 + A2 + J8) Entraîneurs-Adjoints : Chris Ford • Ed Badger • Jimmy Rodgers |

### 1986-1987
En finale les Lakers de Los Angeles battent les Celtics de Boston quatre victoires à deux.
| Effectif des Lakers de Los Angeles - Champions NBA 1986-1987 |
| --- |
| 1 Wes Matthews (1/2) • 4 Byron Scott (2/3) • 21 Michael Cooper (4/5) • 24 Adrian Branch (1) • 31 Kurt Rambis (3/4) • 32 Magic Johnson (MVP Finales) (4/5) • 33 Kareem Abdul-Jabbar (5/6) • 42 James Worthy (2/3) • 43 Mychal Thompson (1/2) • 45 A. C. Green (1/3) • 52 Mike Smrek (1/2) • 55 Billy Thompson (1/2) Entraîneur : Pat Riley (3/5 + A1 + J1) |

### 1987-1988
En finale les Lakers de Los Angeles battent les Pistons de Détroit quatre victoires à trois.
| Effectif des Lakers de Los Angeles - Champions NBA 1987-1988 |
| --- |
| 1 Wes Matthews (2/2) • 3 Jeff Lamp (1) • 4 Byron Scott (3/3) • 19 Tony Campbell (1) • 20 Milton Wagner (1) • 21 Michael Cooper (5/5) • 31 Kurt Rambis (4/4) • 32 Magic Johnson (5/5) • 33 Kareem Abdul-Jabbar (6/6) • 42 James Worthy (MVP Finales) (3/3) • 43 Mychal Thompson (2/2) • 45 A. C. Green (2/3) • 52 Mike Smrek (2/2) • 55 Billy Thompson (2/2) Entraîneur : Pat Riley (4/5 + A1 + J1) |

### 1988-1989
En finale revanche des Pistons de Détroit qui battent les Lakers de Los Angeles quatre victoires à zéro.
| Effectif des Pistons de Détroit - Champions NBA 1988-1989 |
| --- |
| 4 Joe Dumars (MVP Finales) (1/2) • 10 Dennis Rodman (1/5) • 11 Isiah Thomas (1/2) • 15 Vinnie Johnson (1/2) • 22 John Salley (1/4) • 23 Mark Aguirre (1/2) • 24 Micheal Williams (1) • 25 John Long (1) • 34 Fennis Dembo (1) • 40 Bill Laimbeer (1/2) • 44 Rick Mahorn (1) • 53 James Edwards (1/3)Entraîneur : Chuck Daly (1/2) |

### 1989-1990
En finale les Pistons de Détroit battent les Trail Blazers de Portland quatre victoires à une.
| Effectif des Pistons de Détroit - Champions NBA 1989-1990 |
| --- |
| 4 Joe Dumars (2/2) • 10 Dennis Rodman (2/5) • 11 Isiah Thomas (MVP Finales) (2/2) • 12 Gerald Henderson (3/3) • 15 Vinnie Johnson (2/2) • 20 William Bedford (1) • 22 John Salley (2/4) • 23 Mark Aguirre (2/2) • 33 David Greenwood (1) • 35 Scott Hastings (1) • 40 Bill Laimbeer (2/2) • 53 James Edwards (2/3)Entraîneur : Chuck Daly (2/2) |

## Années 1990

### 1990-1991
En finale les Bulls de Chicago battent les Lakers de Los Angeles quatre victoires à une.

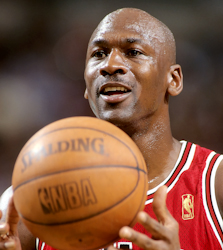
Michael Jordan sous les couleurs des Bulls en 1997.

| Effectif des Bulls de Chicago - Champions NBA 1990-1991 |
| --- |
| 2 Dennis Hopson (1) • 5 John Paxson (1/3) • 10 B. J. Armstrong (1/3) • 14 Craig Hodges (1/2) • 21 Stacey King (1/3) • 23 Michael Jordan (MVP Finales) (1/6) • 24 Bill Cartwright (1/3) • 32 Will Perdue (1/4) • 33 Scottie Pippen (1/6) • 42 Scott Williams (1/3) • 53 Cliff Levingston (1/2) • 54 Horace Grant (1/4)Entraîneur : Phil Jackson (1/11 + J2) |

### 1991-1992
En finale les Bulls de Chicago battent les Trailblazers de Portland quatre victoires à deux.
| Effectif des Bulls de Chicago - Champions NBA 1991-1992 |
| --- |
| 5 John Paxson (2/3) • 10 B. J. Armstrong (2/3) • 14 Craig Hodges (2/2) • 20 Bob Hansen (1) • 21 Stacey King (2/3) • 23 Michael Jordan (MVP Finales) (2/6) • 24 Bill Cartwright (2/3) • 25 Chuck Nevitt (1) • 32 Will Perdue (2/4) • 33 Scottie Pippen (2/6) • 42 Scott Williams (2/3) • 53 Cliff Levingston (2/2) • 54 Horace Grant (2/4)Entraîneur : Phil Jackson (2/11 + J2) |

### 1992-1993
En finale les Bulls de Chicago battent les Suns de Phoenix quatre victoires à deux.
| Effectif des Bulls de Chicago - Champions NBA 1992-1993 |
| --- |
| 5 John Paxson (3/3) • 6 Trent Tucker (1) • 10 B. J. Armstrong (3/3) • 12 Corey Williams (1) • 20 Darrell Walker (1) • 21 Stacey King (3/3) • 22 Rodney McCray (1) • 23 Michael Jordan (MVP Finales) (3/6) • 24 Bill Cartwright (3/3) • 32 Will Perdue (3/4) • 33 Scottie Pippen (3/6) • 42 Scott Williams (3/3) • 45 Ed Nealy (1) • 54 Horace Grant (3/4)Entraîneur : Phil Jackson (3/11 + J2) |

### 1993-1994

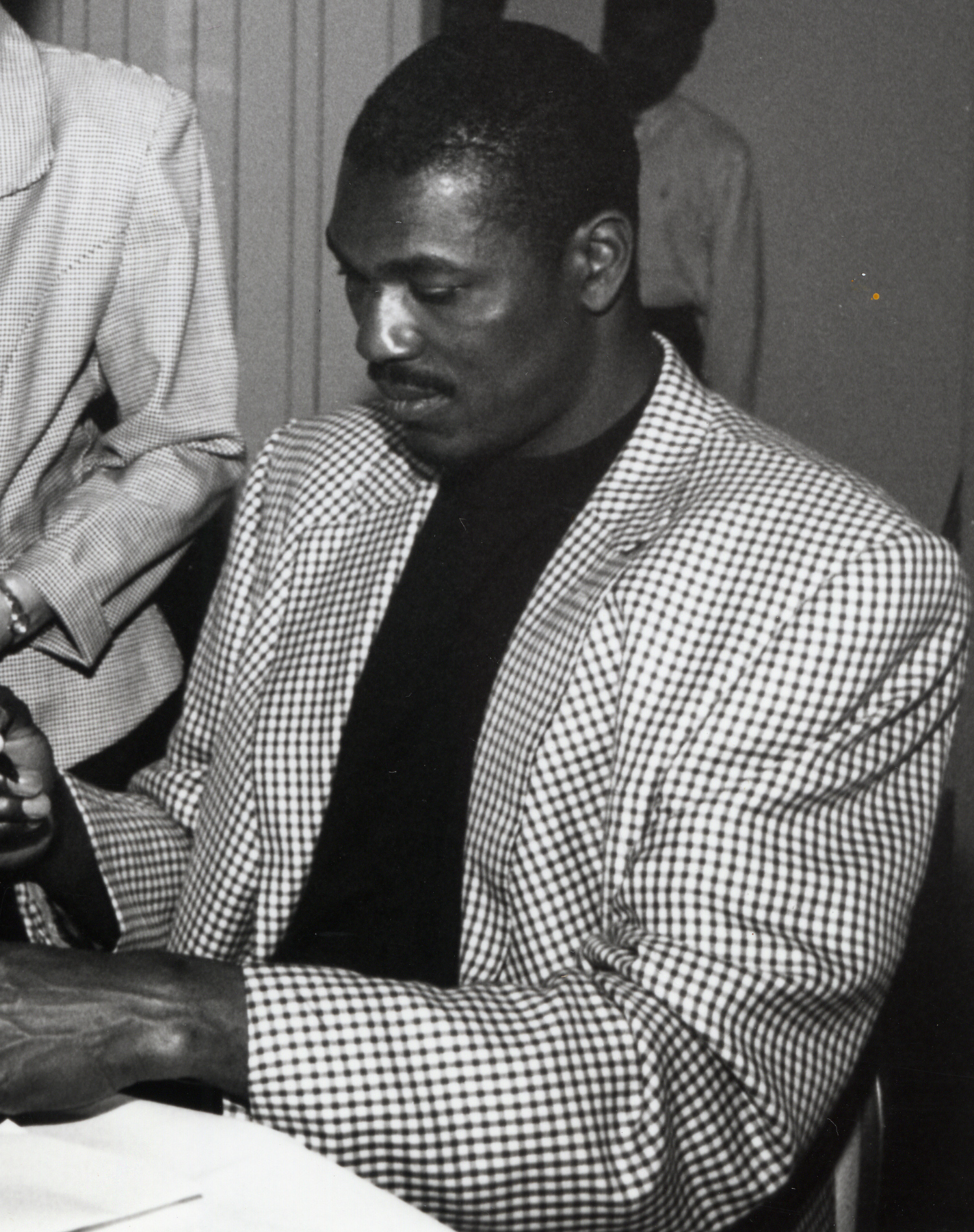
Hakeem Olajuwon, alors joueur des Rockets.

En finale les Rockets de Houston battent les Knicks de New York quatre victoires à trois.
| Effectif des Rockets de Houston - Champions NBA 1993-1994 |
| --- |
| 1 Scott Brooks (1) • 3 Richard Petruška (1) • 7 Carl Herrera (1/2) • 10 Sam Cassell (1/3) • 11 Vernon Maxwell (1/2) • 17 Mario Elie (1/3) • 20 Larry Robinson (1) • 21 Chris Jent (1) • 25 Robert Horry (1/7) • 30 Kenny Smith (1/2) • 33 Otis Thorpe (1) • 34 Hakeem Olajuwon (MVP Finales) (1/2) • 35 Earl Cureton (2/2) • 42 Eric Riley (1) • 50 Matt Bullard (1) Entraîneur : Rudy Tomjanovich (1/2) |

### 1994-1995
En finale les Rockets de Houston battent le Magic d'Orlando quatre victoires à zéro.
| Effectif des Rockets de Houston - Champions NBA 1994-1995 |
| --- |
| 7 Carl Herrera (2/2) • 10 Sam Cassell (2/3) • 11 Vernon Maxwell (2/2) • 15 Tim Breaux (1) • 17 Mario Elie (2/3) • 22 Clyde Drexler (1) • 25 Robert Horry (2/7) • 27 Charles Jones (1) • 30 Kenny Smith (2/2) • 31 Tracy Murray (1) • 32 Pete Chilcutt (1) • 34 Hakeem Olajuwon (MVP Finales) (2/2) • 52 Chucky Brown (1) • 55 Žan Tabak (1) Entraîneur : Rudy Tomjanovich (2/2) |

### 1995-1996
En finale les Bulls de Chicago battent les SuperSonics de Seattle quatre victoires à deux.

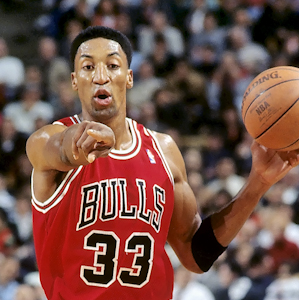
Scottie Pippen en 1995 sous les couleurs des Bulls.

| Effectif des Bulls de Chicago - Champions NBA 1995-1996 |
| --- |
| 0 Randy Brown (1/3) • 7 Toni Kukoč (1/3) • 8 Dickey Simpkins (1/2) • 9 Ron Harper (1/5) • 13 Luc Longley (1/3) • 22 John Salley (3/4) • 23 Michael Jordan (MVP Finales) (4/6) • 25 Steve Kerr (1/5) • 30 Jud Buechler (1/3) • 33 Scottie Pippen (4/6) • 34 Bill Wennington (1/3) • 35 Jason Caffey (1/2) • 53 James Edwards (3/3) • 54 Jack Haley (1) • 91 Dennis Rodman (3/5)Entraîneur : Phil Jackson (4/11 + J2) |

### 1996-1997
En finale les Bulls de Chicago battent le Jazz de l'Utah quatre victoires à deux.
| Effectif des Bulls de Chicago - Champions NBA 1996-1997 |
| --- |
| 00 Robert Parish (4/4) • 1 Randy Brown (2/3) • 7 Toni Kukoč (2/3) • 8 Dickey Simpkins (2/2) • 9 Ron Harper (2/5) • 13 Luc Longley (2/3) • 18 Brian Williams (1) • 23 Michael Jordan (MVP Finales) (5/6) • 25 Steve Kerr (2/5) • 30 Jud Buechler (2/3) • 33 Scottie Pippen (5/6) • 34 Bill Wennington (2/3) • 35 Jason Caffey (2/2) • 91 Dennis Rodman (4/5)Entraîneur : Phil Jackson (5/11 + J2) |

### 1997-1998
En finale les Bulls de Chicago battent le Jazz de l'Utah quatre victoires à deux.
| Effectif des Bulls de Chicago - Champions NBA 1997-1998 |
| --- |
| 1 Randy Brown (3/3) • 5 Rusty LaRue (1) • 7 Toni Kukoč (3/3) • 9 Ron Harper (3/5) • 13 Luc Longley (3/3) • 22 Keith Booth (1) • 23 Michael Jordan (MVP Finales) (6/6) • 24 Scott Burrell (1) • 25 Steve Kerr (3/5) • 30 Jud Buechler (3/3) • 33 Scottie Pippen (6/6) • 34 Bill Wennington (3/3) • 53 Joe Kleine (1) • 91 Dennis Rodman (5/5)Entraîneur : Phil Jackson (6/11 + J2) |

### 1998-1999
En finale les Spurs de San Antonio battent les Knicks de New York quatre victoires à une.
| Effectif des Spurs de San Antonio - Champions NBA 1998-1999 |
| --- |
| 2 Jaren Jackson (1) • 4 Steve Kerr (4/5) • 6 Avery Johnson (1) • 10 Andrew Gaze (1) • 11 Brandon Williams (1) • 17 Mario Elie (3/3) • 21 Tim Duncan (MVP Finales) (1/5) • 25 Jerome Kersey (1) • 31 Malik Rose (1/2) • 32 Sean Elliott (1) • 33 Antonio Daniels (1) • 41 Will Perdue (4/4) • 50 David Robinson (1/2) • 54 Gerard King (1) Entraîneur : Gregg Popovich (1/5) |

### 1999-2000
En finale les Lakers de Los Angeles battent les Pacers de l'Indiana quatre victoires à deux.
| Effectif des Lakers de Los Angeles - Champions NBA 1999-2000 |
| --- |
| 2 Derek Fisher (1/5) • 3 Devean George (1/3) • 4 Ron Harper (4/5) • 5 Robert Horry (3/7) • 8 Kobe Bryant (1/5) • 10 Tyronn Lue (1/2) • 11 John Celestand (1) • 16 John Salley (4/4) • 17 Rick Fox (1/3) • 20 Brian Shaw (1/3) • 34 Shaquille O'Neal (MVP Finales) (1/4) • 40 Travis Knight (1) • 41 Glen Rice (1) • 45 A.C. Green (3/3) Entraîneur : Phil Jackson (7/11 + J2) |

## Années 2000

### 2000-2001

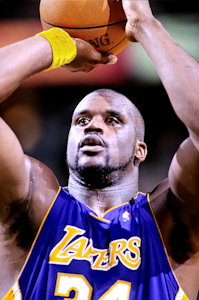
Shaquille O'Neal sous le maillot des Lakers.

En finale les Lakers de Los Angeles battent les 76ers de Philadelphie quatre victoires à une.
| Effectif des Lakers de Los Angeles - Champions NBA 2000-2001 |
| --- |
| 2 Derek Fisher (2/5) • 3 Devean George (2/3) • 4 Ron Harper (5/5) • 5 Robert Horry (4/7) • 7 Isaiah Rider (1) • 8 Kobe Bryant (2/5) • 10 Tyronn Lue (2/2) • 12 Mike Penberthy (1) • 14 Slava Medvedenko (1/2) • 17 Rick Fox (2/3) • 20 Brian Shaw (2/3) • 34 Shaquille O'Neal (MVP Finales) (2/4) • 35 Mark Madsen (1/2) • 40 Greg Foster (1) • 54 Horace Grant (4/4) Entraîneur : Phil Jackson (8/11 + J2) |

### 2001-2002
En finale les Lakers de Los Angeles battent les Nets du New Jersey quatre victoires à zéro.
| Effectif des Lakers de Los Angeles - Champions NBA 2001-2002 |
| --- |
| 2 Derek Fisher (3/5) • 3 Devean George (3/3) • 5 Robert Horry (5/7) • 6 Jelani McCoy (1) • 8 Kobe Bryant (3/5) • 10 Lindsey Hunter (1/2) • 14 Slava Medvedenko (2/2) • 17 Rick Fox (3/3) • 20 Brian Shaw (3/3) • 23 Mitch Richmond (1) • 34 Shaquille O'Neal (MVP Finales) (3/4) • 35 Mark Madsen (2/2) • 52 Samaki Walker (1) Entraîneur : Phil Jackson (9/11 + J2) |

### 2002-2003

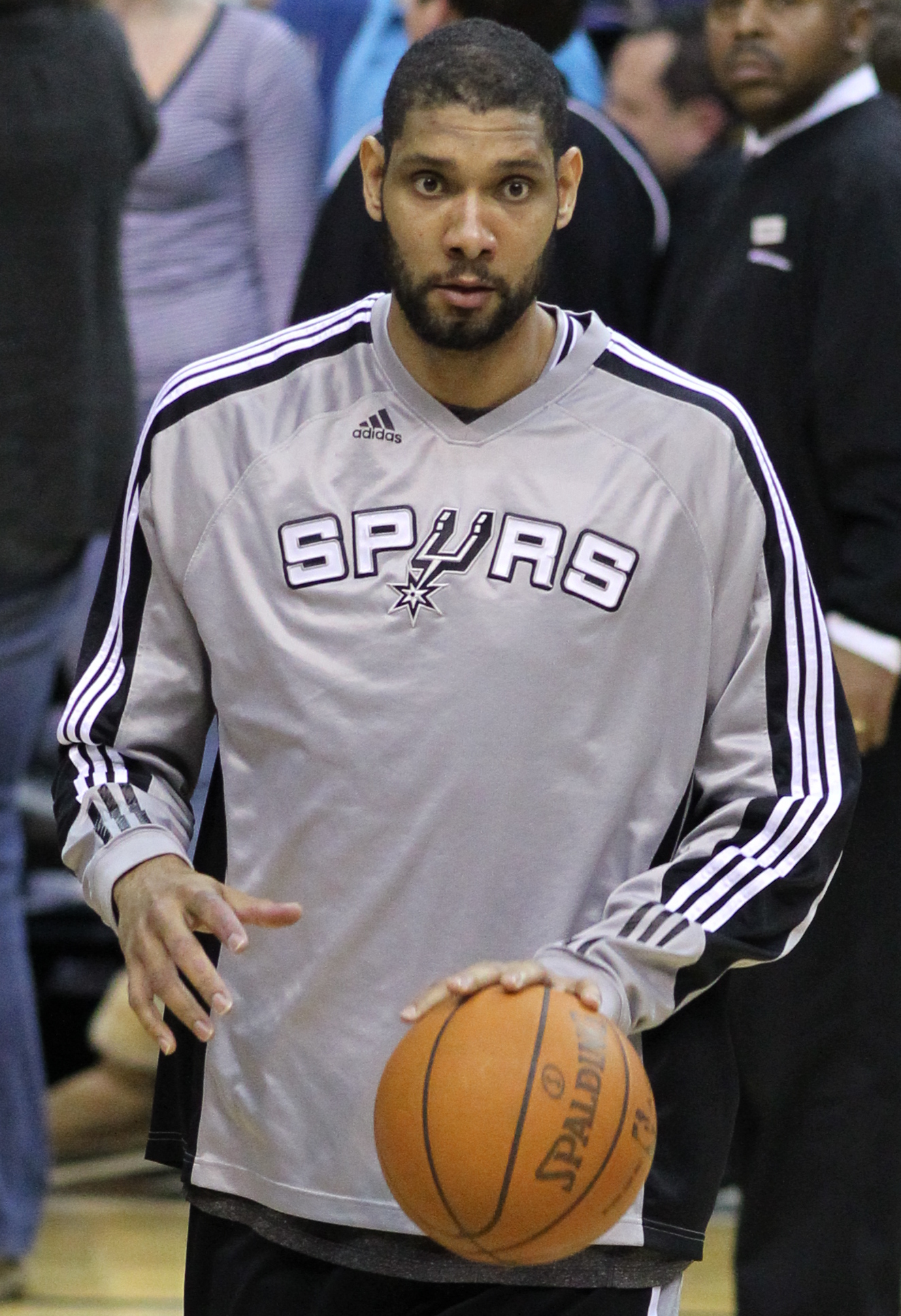
Tim Duncan avec les Spurs.

En finale les Spurs de San Antonio battent les Nets de New Jersey quatre victoires à deux.
| Effectif des Spurs de San Antonio - Champions NBA 2002-2003 |
| --- |
| 3 Stephen Jackson (1) • 8 Steve Smith (1) • 9 Tony Parker (1/4) • 10 Speedy Claxton (1) • 12 Bruce Bowen (1/3) • 20 Manu Ginóbili (1/4) • 21 Tim Duncan (MVP Finales) (2/5) • 25 Steve Kerr (5/5) • 31 Malik Rose (2/2) • 34 Mengke Bateer (1) • 35 Danny Ferry (1) • 42 Kevin Willis (1) • 50 David Robinson (2/2) Entraîneur : Gregg Popovich (2/5) |

### 2003-2004
En finale les Pistons de Détroit battent les Lakers de Los Angeles quatre victoires à une.
| Effectif des Pistons de Détroit - Champions NBA 2003-2004 |
| --- |
| 1 Chauncey Billups (MVP Finales) (1) • 3 Ben Wallace (1) • 7 Mike James (1) • 8 Darvin Ham (1) • 10 Lindsey Hunter (2/2) • 13 Mehmet Okur (1) • 22 Tayshaun Prince (1) • 24 Tremaine Fowlkes (1) • 30 Rasheed Wallace (1) • 31 Darko Miličić (1) • 32 Richard Hamilton (1) • 34 Corliss Williamson (1) • 41 Elden Campbell (1)Entraîneur : Larry Brown (1) |

### 2004-2005
En finale les Spurs de San Antonio battent les Pistons de Détroit quatre victoires à trois.
| Effectif des Spurs de San Antonio - Champions NBA 2004-2005 |
| --- |
| 2 Nazr Mohammed (1) • 3 Glenn Robinson (1) • 4 Sean Marks (1) • 5 Robert Horry (6/7) • 8 Radoslav Nesterović (1) • 9 Tony Parker (2/4) • 11 Mike Wilks (1) • 12 Bruce Bowen (2/3) • 14 Beno Udrih (1/2) • 17 Brent Barry (1/2) • 20 Manu Ginóbili (2/4) • 21 Tim Duncan (MVP Finales) (3/5) • 23 Devin Brown (1) • 34 Tony Massenburg (1) • 43 Linton Johnson (1) Entraîneur : Gregg Popovich (3/5) |

### 2005-2006

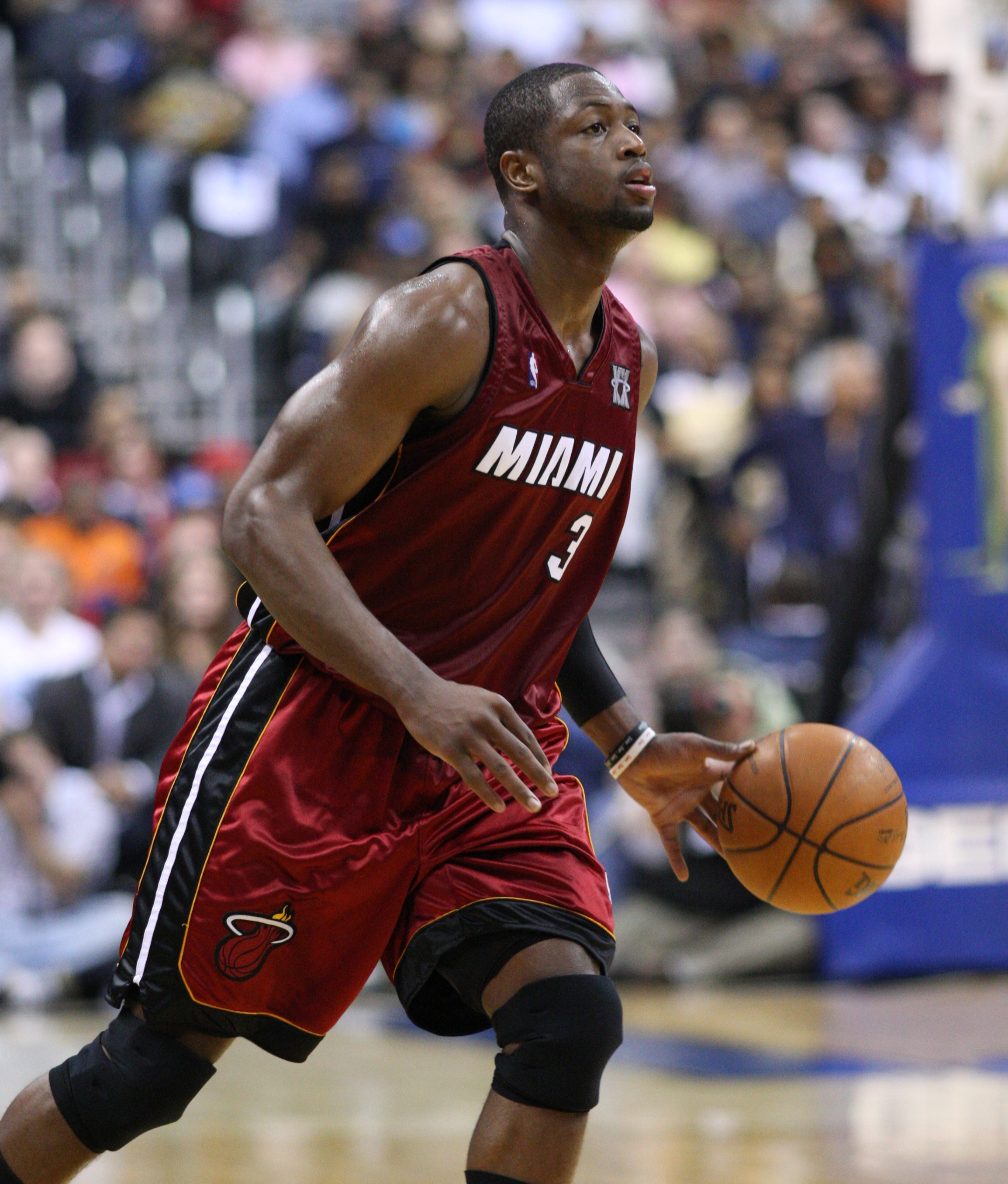
Dwyane Wade avec le maillot du Heat.

En finale le Heat de Miami bat les Mavericks de Dallas quatre victoires à deux. Lors de ces finales, le Heat remonte une série après avoir été mené 2-0 par les Mavericks de Dallas. Cette série de 4 victoires est marquée par la performance individuelle de Dwyane Wade, mais aussi par le nombre de lancers francs qu'il obtient. En 2011, ESPN classe la performance de Wade comme la plus grande de l'histoire des finales NBA. 
| Effectif du Heat de Miami - Champions NBA 2005-2006 |
| --- |
| 3 Dwyane Wade (MVP Finales) (1/3) • 5 Derek Anderson (1) • 8 Antoine Walker (1) • 20 Gary Payton (1) • 24 Jason Kapono (1) • 25 Wayne Simien (1) • 32 Shaquille O'Neal (4/4) • 33 Alonzo Mourning (1) • 40 Udonis Haslem (1/3) • 42 James Posey (1/2) • 49 Shandon Anderson (1) • 51 Michael Doleac (1) • 55 Jason Williams (1) Entraîneur : Pat Riley (5/5 + A1 + J1) Entraîneurs-Adjoints : Keith Askins • Bob McAdoo • Ron Rothstein • Erik Spoelstra |

### 2006-2007
En finale les Spurs de San Antonio battent les Cavaliers de Cleveland quatre victoires à zéro.
| Effectif des Spurs de San Antonio - Champions NBA 2006-2007 |
| --- |
| 2 Melvin Ely (1) • 4 Michael Finley (1) • 5 Robert Horry (7/7) • 7 Fabricio Oberto (1) • 9 Tony Parker (MVP Finales) (3/4) • 11 Jacque Vaughn (1) • 12 Bruce Bowen (3/3) • 14 Beno Udrih (2/2) • 15 Matt Bonner (1/2) • 16 Francisco Elson (1) • 17 Brent Barry (2/2) • 20 Manu Ginóbili (3/4) • 21 Tim Duncan (4/5) • 33 James White (1) • 45 Jackie Butler (1) Entraîneur : Gregg Popovich (4/5) |

### 2007-2008

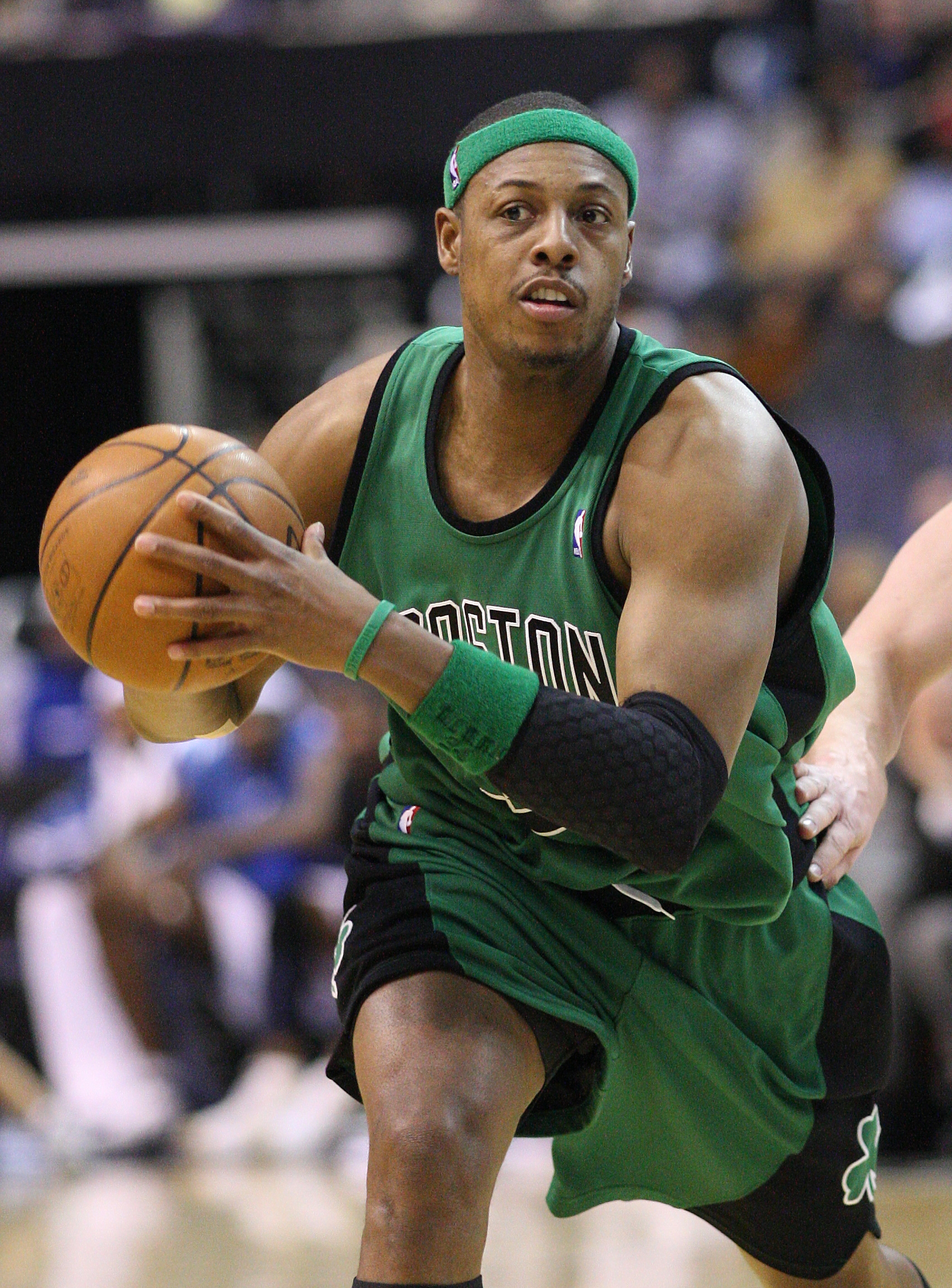
Paul Pierce avec les Celtics.

En finale les Celtics de Boston battent les Lakers de Los Angeles quatre victoires à deux.
| Effectif des Celtics de Boston - Champions NBA 2007-2008 |
| --- |
| 0 Leon Powe (1) • 5 Kevin Garnett (1) • 9 Rajon Rondo (1/2) • 11 Glen Davis (1) • 20 Ray Allen (1/2) • 28 Sam Cassell (3/3) • 34 Paul Pierce (MVP Finales) (1) • 41 James Posey (2/2) • 42 Tony Allen (1) • 43 Kendrick Perkins (1) • 50 Eddie House (1) • 93 P.J. Brown (1) Entraîneur : Doc Rivers (1) Entraîneurs-Adjoints : Kevin Eastman • Armond Hill • Mike Longabardi • Clifford Ray • Tom Thibodeau |

### 2008-2009

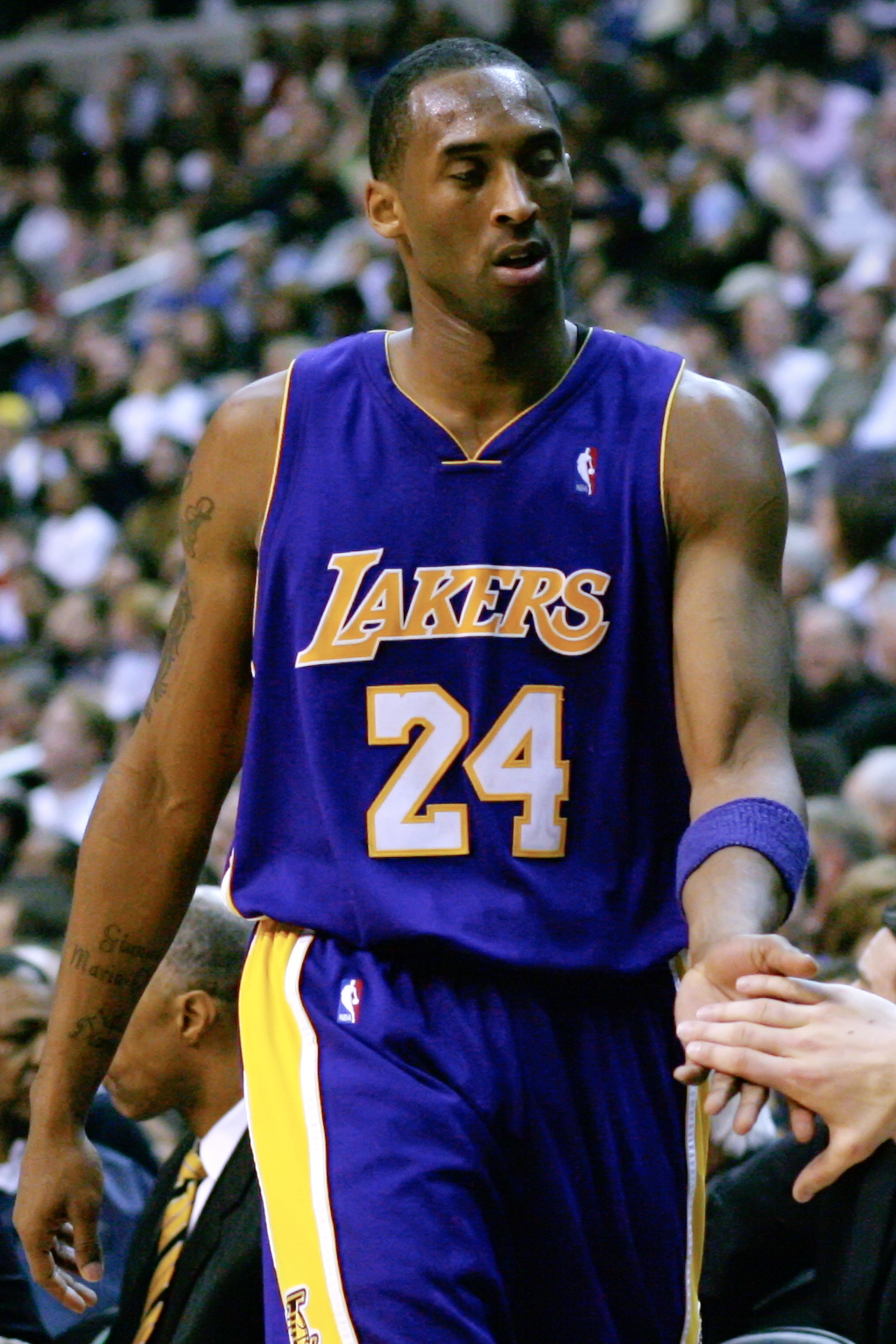
Kobe Bryant sous les couleurs des Lakers.

En finale les Lakers de Los Angeles battent le Magic d'Orlando quatre victoires à une.
| Effectif des Lakers de Los Angeles - Champions NBA 2008-2009 |
| --- |
| 2 Derek Fisher (4/5) • 3 Trevor Ariza (1) • 4 Luke Walton (1/2) • 5 Jordan Farmar (1/2) • 6 Adam Morrison (1/2) • 7 Lamar Odom (1/2) • 9 Sun Yue (1) • 12 Shannon Brown (1/2) • 16 Pau Gasol (1/2) • 17 Andrew Bynum (1/2) • 18 Saša Vujačić (1/2) • 21 Josh Powell (1/2) • 24 Kobe Bryant (MVP Finales) (4/5) • 28 Didier Ilunga-Mbenga (1/2) Entraîneur : Phil Jackson (10/11 + J2) |

### 2009-2010
En finale les Lakers de Los Angeles battent les Celtics de Boston quatre victoires à trois.
| Effectif des Lakers de Los Angeles - Champions NBA 2009-2010 |
| --- |
| 1 Jordan Farmar (2/2) • 2 Derek Fisher (5/5) • 4 Luke Walton (2/2) • 6 Adam Morrison (2/2) • 7 Lamar Odom (2/2) • 12 Shannon Brown (2/2) • 16 Pau Gasol (2/2) • 17 Andrew Bynum (2/2) • 18 Saša Vujačić (2/2) • 21 Josh Powell (2/2) • 24 Kobe Bryant (MVP Finales) (5/5) • 28 Didier Ilunga-Mbenga (2/2) • 37 Ron Artest (1) Entraîneur : Phil Jackson (11/11 + J2) |

## Années 2010

### 2010-2011

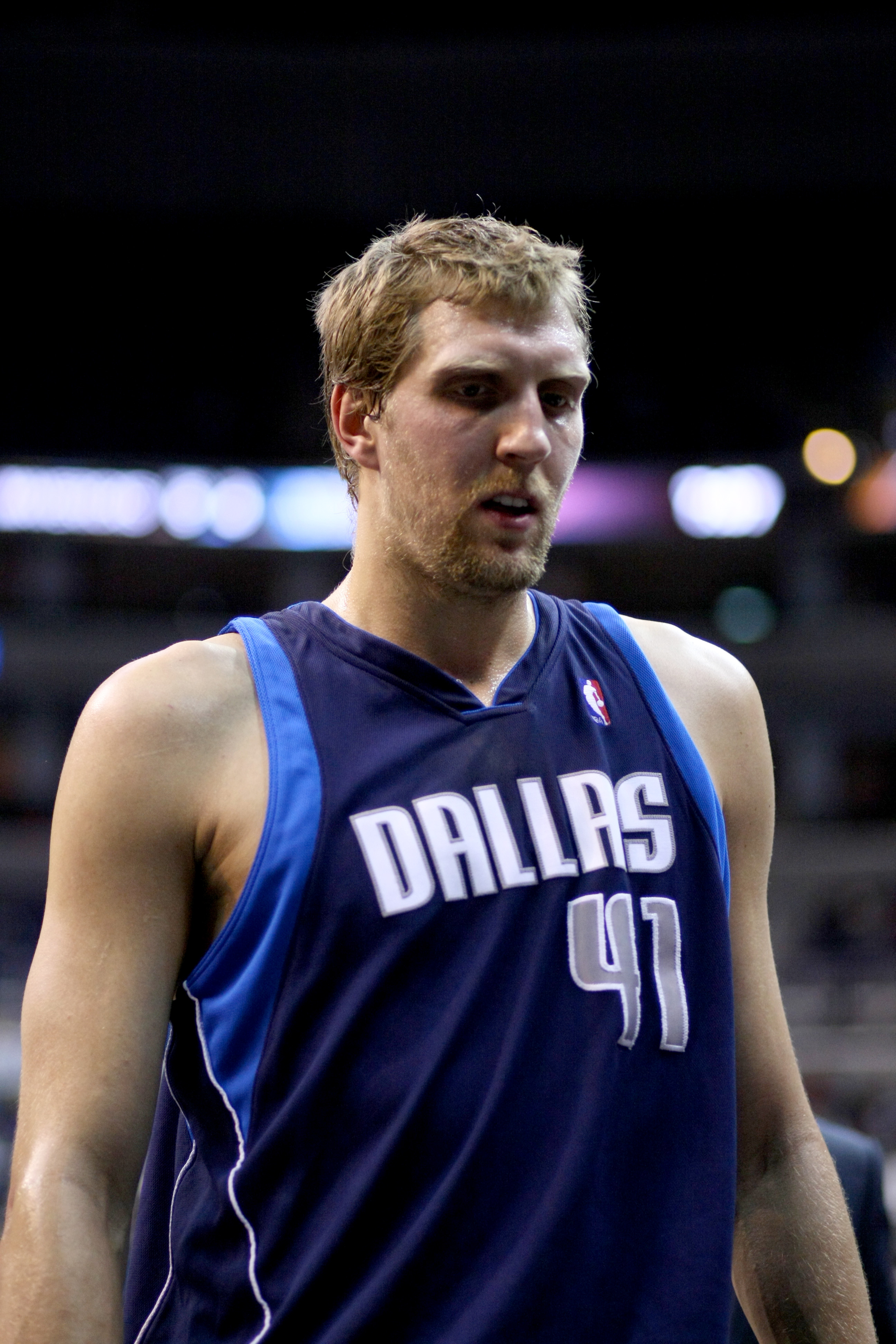
Dirk Nowitzki avec les Mavericks.

En finale les Mavericks de Dallas battent le Heat de Miami quatre victoires à deux.
| Effectif des Mavericks de Dallas - Champions NBA 2010-2011 |
| --- |
| 0 Shawn Marion (1) • 2 Jason Kidd (1) • 3 Rodrigue Beaubois (1) • 4 Caron Butler (1) • 6 Tyson Chandler (1) • 11 J. J. Barea (1) • 13 Corey Brewer (1) • 16 Peja Stojaković (1) • 20 Dominique Jones (1) • 28 Ian Mahinmi (1) • 31 Jason Terry (1) • 33 Brendan Haywood (1) • 35 Brian Cardinal (1) • 41 Dirk Nowitzki (MVP Finales) (1) • 92 DeShawn Stevenson (1) Entraîneur : Rick Carlisle (1 + J1) Entraîneurs-Adjoints : Terry Stotts • Dwane Casey • Darrell Armstrong • Monte Mathis • Robert Hackett |

### 2011-2012
En finale le Heat de Miami bat le Thunder d'Oklahoma City quatre victoires à une.

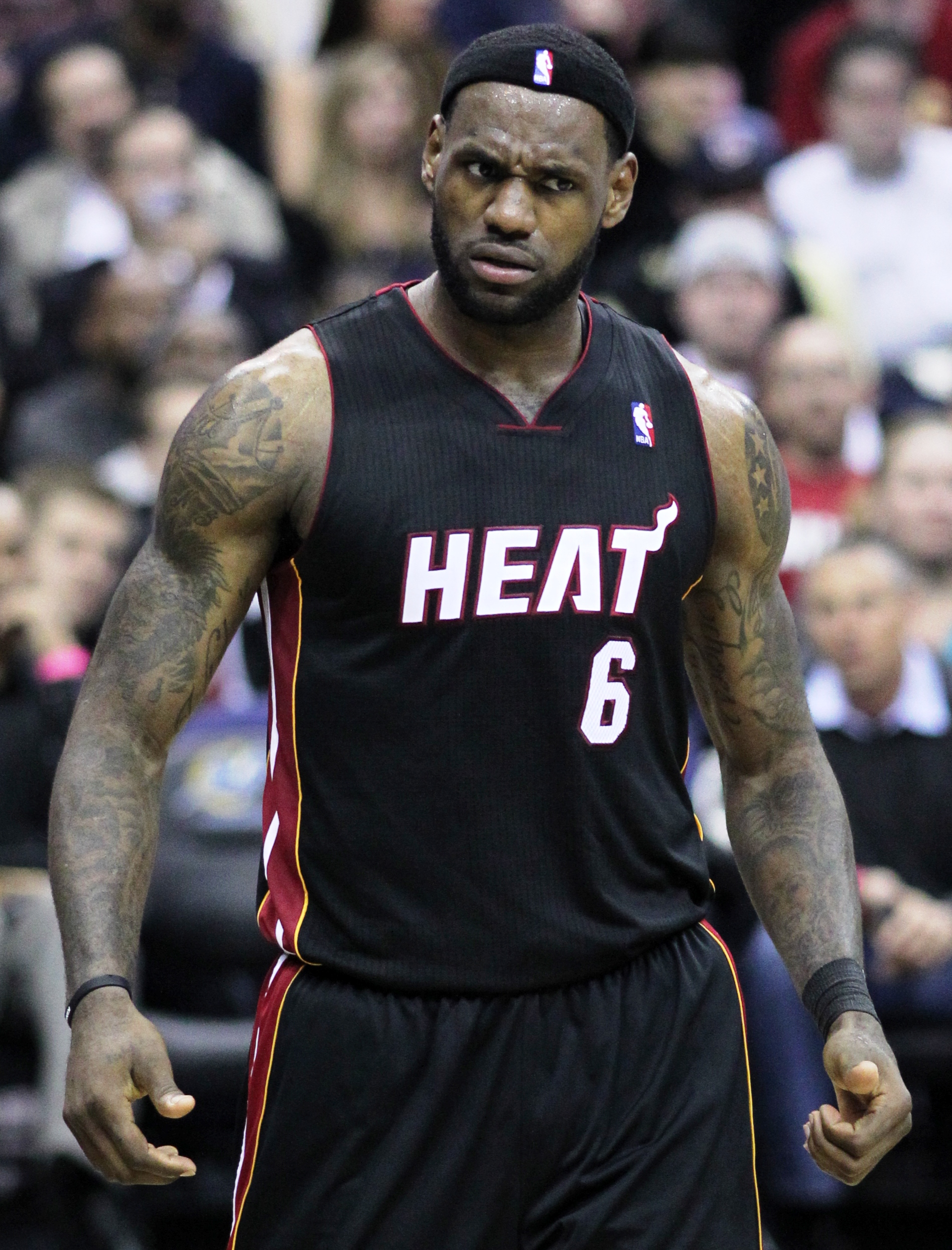
LeBron James sous les couleurs du Heat en mars 2011.

| Effectif du Heat de Miami - Champions NBA 2011-2012 |
| --- |
| 1 Chris Bosh (1/2) • 3 Dwyane Wade (2/3) • 5 Juwan Howard (1/2) • 6 LeBron James (1/4) (MVP Finales) • 13 Mike Miller (1/2) • 14 Terrel Harris (1) • 15 Mario Chalmers (1/2) • 21 Ronny Turiaf (1) • 22 James Jones (1/3) • 30 Norris Cole (1/2) • 31 Shane Battier (1/2) • 40 Udonis Haslem (2/3) • 45 Dexter Pittman (1) • 50 Joel Anthony (1/2) Entraîneur : Erik Spoelstra (1/2) Entraîneurs-Adjoints : Bob McAdoo • Keith Askins • Octavio De La Grana • Ron Rothstein • David Fizdale • Chet Kammerer |

### 2012-2013
En finale le Heat de Miami bat les Spurs de San Antonio quatre victoires à trois.
| Effectif du Heat de Miami - Champions NBA 2012-2013 |
| --- |
| 1 Chris Bosh (2/2) • 3 Dwyane Wade (3/3) • 5 Juwan Howard (2/2) • 6 LeBron James (2/4) (MVP Finales) • 9 Rashard Lewis (1) • 11 Chris Andersen (1) • 13 Mike Miller (2/2) • 15 Mario Chalmers (2/2) • 22 James Jones (2/3) • 24 Jarvis Varnado (1) • 30 Norris Cole (2/2) • 31 Shane Battier (2/2) • 34 Ray Allen (2/2) • 40 Udonis Haslem (3/3) • 50 Joel Anthony (2/2) Entraîneur : Erik Spoelstra (2/2) Entraîneurs-Adjoints : Bob McAdoo • Keith Askins • Dan Craig • Ron Rothstein • David Fizdale • Chet Kammerer |

### 2013-2014
En finale les Spurs de San Antonio battent le Miami Heat quatre victoires à une.
| Effectif des Spurs de San Antonio - Champions NBA 2013-2014 |
| --- |
| 2 Kawhi Leonard (MVP Finales) (1/2) • 3 Marco Belinelli (1) • 4 Danny Green (1/3) • 5 Cory Joseph (1) • 7 Damion James (1) • 8 Patty Mills (1) • 9 Tony Parker (4/4) • 11 Jeff Ayres (1) • 15 Matt Bonner (2/2) • 16 Aron Baynes (1) • 20 Manu Ginóbili (4/4) • 21 Tim Duncan (5/5) • 22 Tiago Splitter (1) • 23 Austin Daye (1) • 33 Boris Diaw (1) Entraîneur : Gregg Popovich (5/5) |

### 2014-2015
En finale les Warriors de Golden State battent les Cavaliers de Cleveland quatre victoires à deux.
| Effectif des Warriors de Golden State - Champions NBA 2014-2015 |
| --- |
| 1 Ognjen Kuzmić (1) • 4 Brandon Rush (1) • 5 Marreese Speights (1) • 7 Justin Holiday (1) • 9 Andre Iguodala (MVP Finales) (1/4) • 10 David Lee (1) • 11 Klay Thompson (1/4) • 12 Andrew Bogut (1) • 19 Leandro Barbosa (1) • 20 James Michael McAdoo (1/2) • 23 Draymond Green (1/4) • 30 Stephen Curry (1/4) • 31 Festus Ezeli (1) • 34 Shaun Livingston (1/3) • 40 Harrison Barnes (1) Entraîneur : Steve Kerr (1/4 + J5) |

### 2015-2016

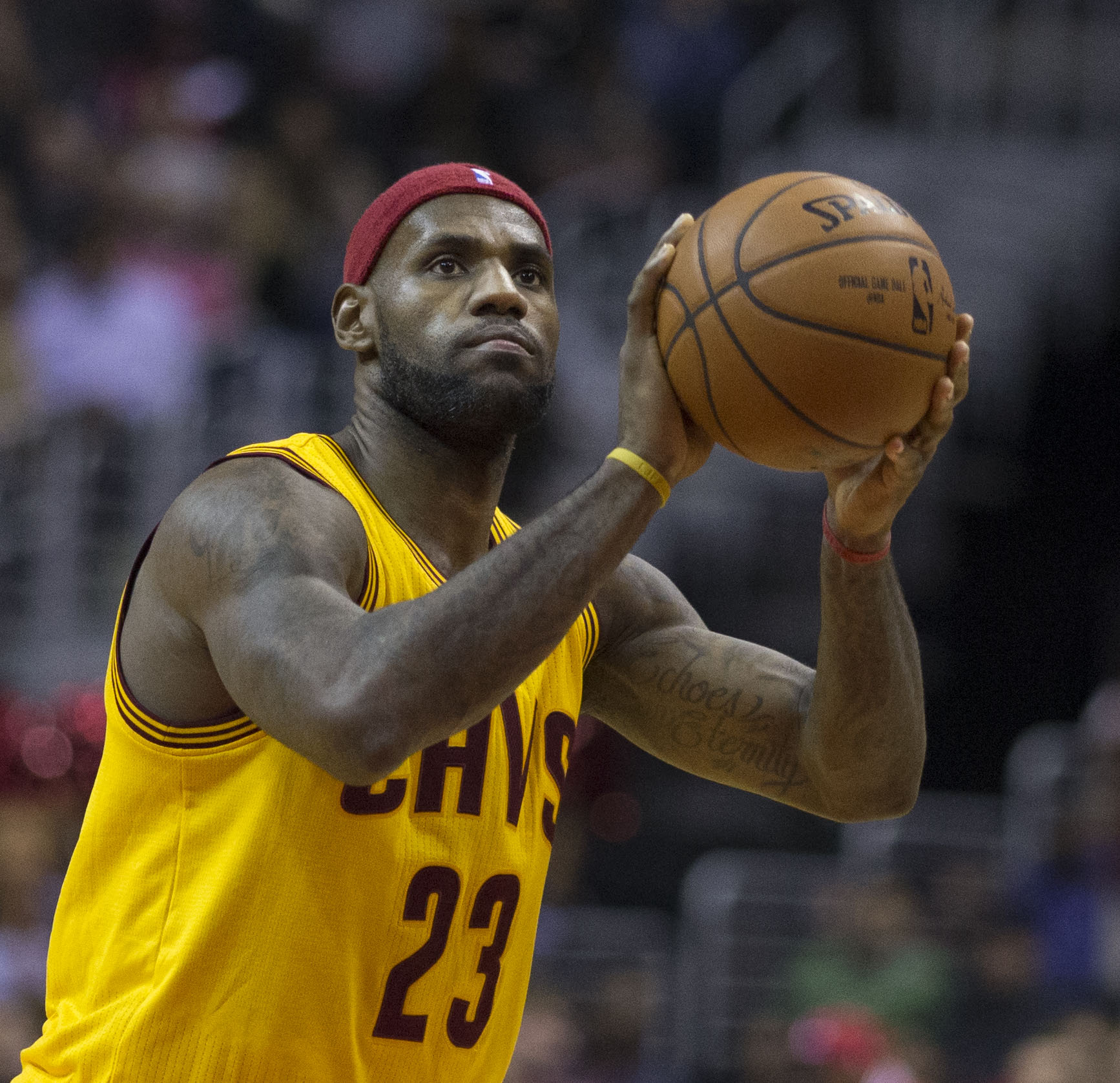
LeBron James avec le maillot des Cavaliers.

En finale les Cavaliers de Cleveland battent les Warriors de Golden State quatre victoires à trois. C'est lors de cette Finale que pour la première fois de l'histoire de la NBA, une équipe menée 3-1 remonte et gagne la série. C'est le premier titre de la franchise des Cavaliers de Cleveland.
| Effectif des Cavaliers de Cleveland - Champions NBA 2015-2016 |
| --- |
| 0 Kevin Love (1) • 1 James Jones (3/3) • 2 Kyrie Irving (1) • 4 Iman Shumpert (1) • 5 J.R. Smith (1/2) • 8 Matthew Dellavedova (1) • 9 Channing Frye (1) • 12 Jordan McRae (1) • 13 Tristan Thompson (1) • 20 Timofey Mozgov (1) • 23 LeBron James (3/4) (MVP Finales) • 24 Richard Jefferson (1) • 30 Dahntay Jones (1) • 52 Mo Williams (1) Entraîneur : Tyronn Lue (1 + J2) Entraîneurs-Adjoints : Jim Boylan • Bret Brielmaier • Larry Drew • Phil Handy • James Posey • Mike Longabardi |

### 2016-2017

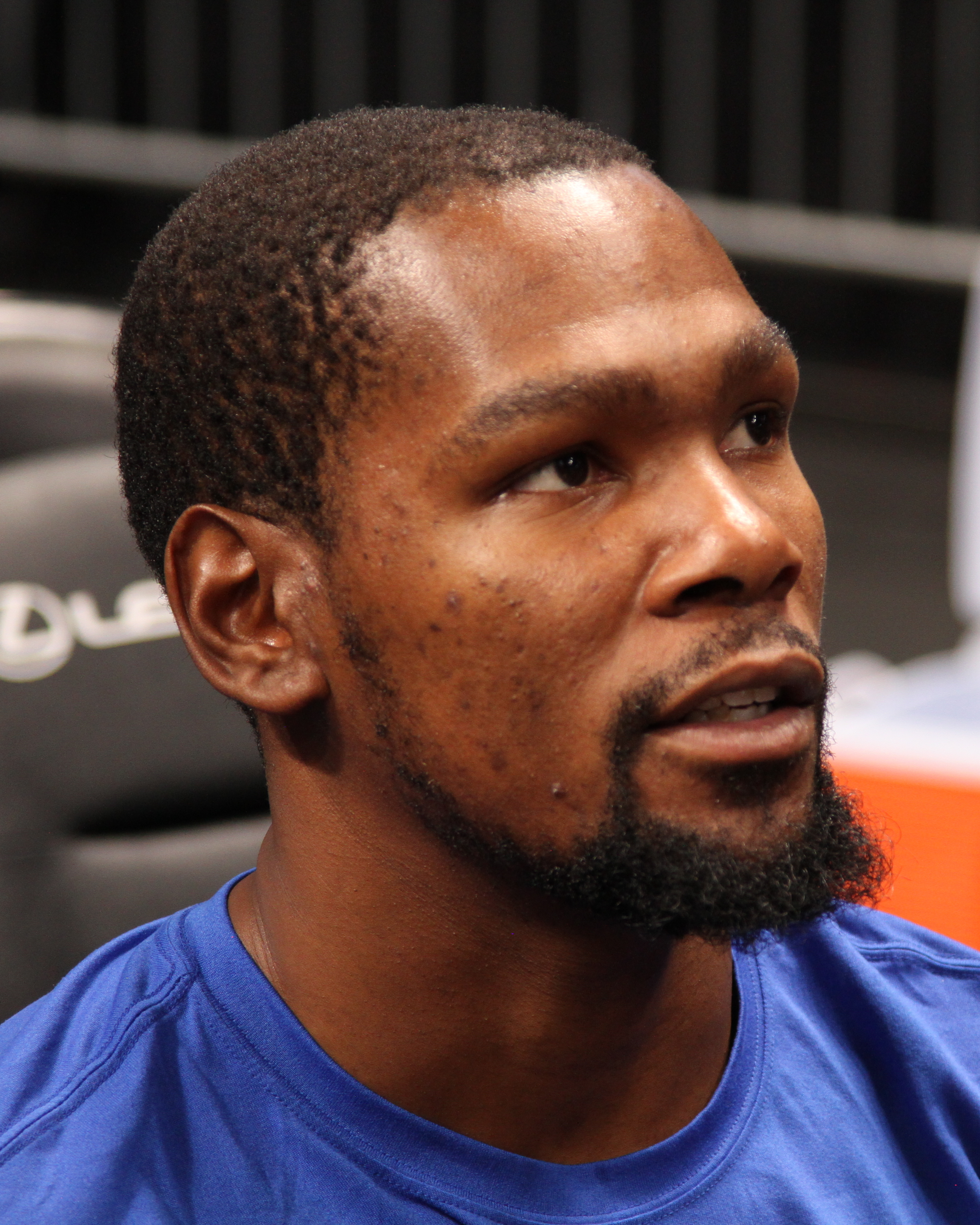
Kevin Durant, joueur des Warriors en 2017.

En finale les Warriors de Golden State battent les Cavaliers de Cleveland quatre victoires à une.
| Effectif des Warriors de Golden State - Champions NBA 2016-2017 |
| --- |
| 0 Patrick McCaw (1/3) • 1 JaVale McGee (1/3) • 3 David West (1/2) • 5 Kevon Looney (1/4) • 9 Andre Iguodala (2/4) • 11 Klay Thompson (2/4) • 15 Damian Jones (1/2) • 20 James Michael McAdoo (2/2) • 21 Ian Clark (1) • 22 Matt Barnes (1) • 23 Draymond Green (2/4) • 27 Zaza Pachulia (1/2) • 30 Stephen Curry (2/4) • 34 Shaun Livingston (2/3) • 35 Kevin Durant (MVP Finales) (1/2) Entraîneur : Steve Kerr (2/4 + J5) |

### 2017-2018
En finale les Warriors de Golden State battent les Cavaliers de Cleveland quatre victoires à zéro.
| Effectif des Warriors de Golden State - Champions NBA 2017-2018 |
| --- |
| 0 Patrick McCaw (2/3) • 1 JaVale McGee (2/3) • 2 Jordan Bell (1) • 3 David West (2/2) • 4 Quinn Cook (1/2) • 5 Kevon Looney (2/3) • 6 Nick Young (1) • 9 Andre Iguodala (3/4) • 11 Klay Thompson (3/4) • 15 Damian Jones (2/2) • 23 Draymond Green (3/4) • 25 Chris Boucher (1/2) • 27 Zaza Pachulia (2/2) • 30 Stephen Curry (3/4) • 34 Shaun Livingston (3/3) • 35 Kevin Durant (MVP Finales) (2/2) Entraîneur : Steve Kerr (3/4 + J5) |

### 2018-2019

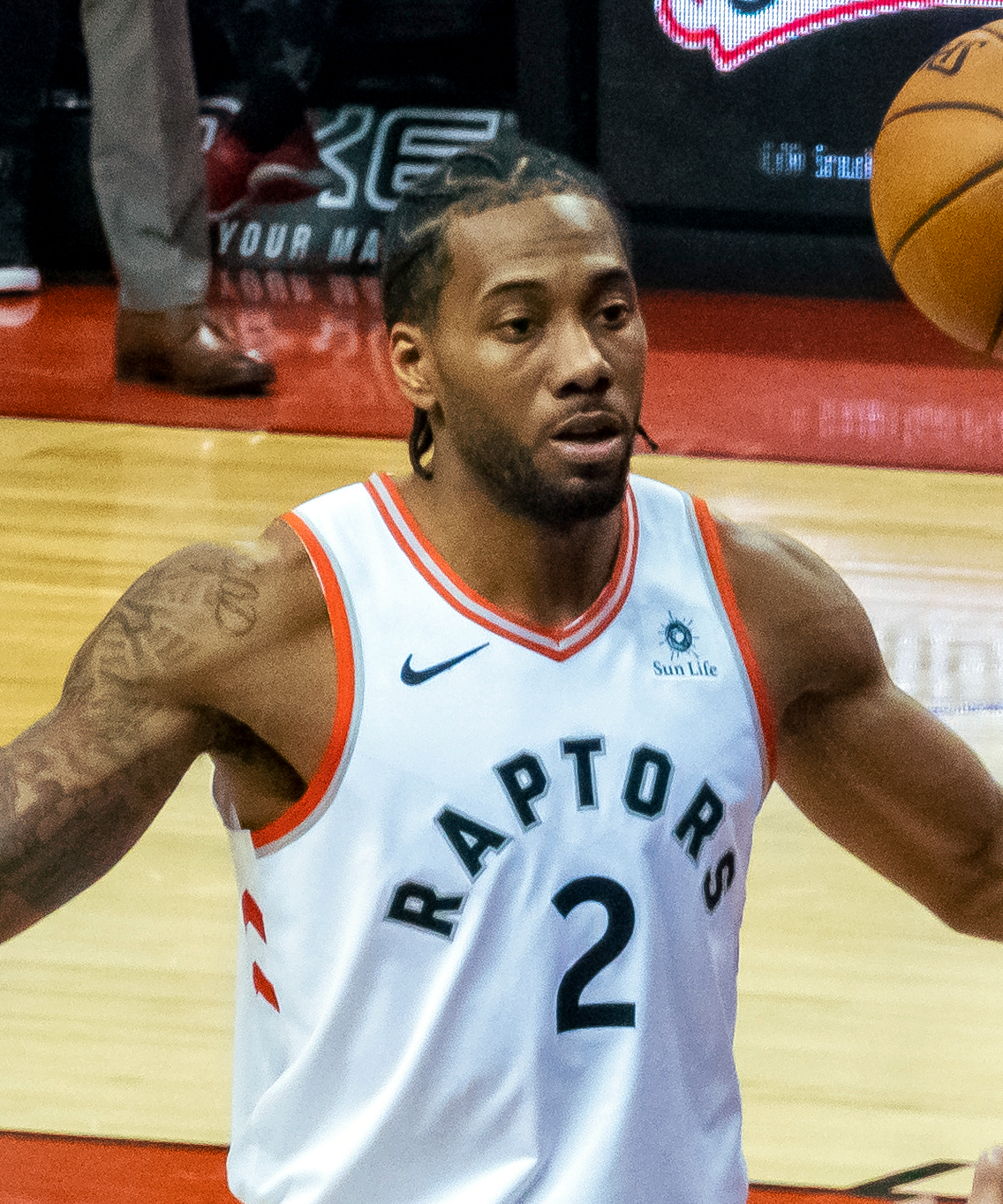
Kawhi Leonard sous le maillot des Raptors en 2019.

En finale les Raptors de Toronto battent les Warriors de Golden State quatre victoires à deux. Les Raptors de Toronto deviennent la première équipe canadienne à remporter le titre NBA pour leur première participation aux Finales.
| Effectif des Raptors de Toronto - Champions NBA 2018-2019 |
| --- |
| 1 Patrick McCaw (3/3) • 2 Kawhi Leonard (MVP Finales) (2/2) • 3 OG Anunoby (1) • 7 Kyle Lowry (1) • 8 Jordan Loyd (1) • 9 Serge Ibaka (1) • 13 Malcolm Miller (1) • 14 Danny Green (2/3) • 15 Eric Moreland (1) • 17 Jeremy Lin (1) • 20 Jodie Meeks (1) • 23 Fred VanVleet (1) • 24 Norman Powell (1) • 25 Chris Boucher (2/2) • 33 Marc Gasol (1) • 43 Pascal Siakam (1) Entraîneur : Nick Nurse (1) |

### 2019-2020

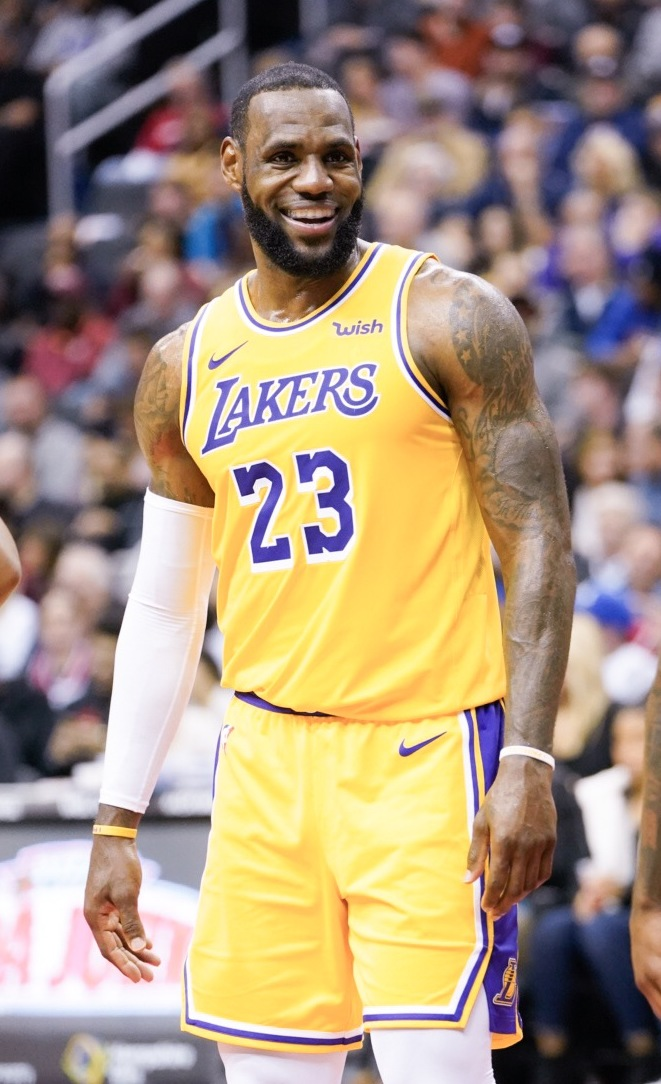
LeBron James sous le maillot des Lakers.

En finale les Lakers de Los Angeles battent le Heat de Miami quatre victoires à deux. Les Lakers remportent leur 17e titre NBA, égalant les Celtics de Boston, au nombre de titres remportés.
| Effectif des Lakers de Los Angeles - Champions NBA 2019-2020 |
| --- |
| 0 Kyle Kuzma (1) • 1 Kentavious Caldwell-Pope (1/2) • 3 Anthony Davis (1) • 4 Alex Caruso (1/2) • 5 Talen Horton-Tucker (1) • 7 JaVale McGee (3/3) • 9 Rajon Rondo (2/2) • 10 Jared Dudley (1) • 11 Avery Bradley (1) • 12 Devontae Cacok (1) • 14 Danny Green (3/3) • 18 Dion Waiters (1) • 21 J. R. Smith (2/2) • 23 LeBron James (4/4) (MVP Finales) • 28 Quinn Cook (2/2) • 37 Kóstas Antetokoúnmpo (1) • 39 Dwight Howard (1) • 88 Markieff Morris (1) Entraîneur : Frank Vogel (1) |

## Années 2020

### 2020-2021
Les Bucks de Milwaukee battent les Suns de Phoenix quatre victoires à deux. Les Suns, qui n'avaient plus été en playoffs depuis 2010, accrochent les Finales NBA pour la première fois depuis 1993 et l'ère Charles Barkley. Les Bucks quant à eux, retrouvent les Finales NBA après celles perdues en 1974 et remportent le second titre de leur histoire, cinquante ans après le premier.
| Effectif des Bucks de Milwaukee - Champions NBA 2020-2021 |
| --- |
| 0 Donte DiVincenzo (1) • 3 Elijah Bryant (1) • 5 Jeff Teague (1) • 7 Bryn Forbes (1) • 9 Bobby Portis (1) • 11 Brook Lopez (1) • 13 Jordan Nwora (1) • 15 Sam Merrill (1) • 17 P. J. Tucker (1) • 21 Jrue Holiday (1/2) • 22 Khris Middleton (1) • 24 Pat Connaughton (1) • 25 Mamadi Diakité (1) • 34 Giánnis Antetokoúnmpo (1) (MVP Finales) • 43 Thanásis Antetokoúnmpo (1/2) • 44 Justin Jackson (1) • 66 Axel Toupane (1)Entraîneur : Mike Budenholzer (1 + A4) |

### 2021-2022
Les Warriors de Golden State battent les Celtics de Boston quatre victoires à deux. Les Warriors remportent leur quatrième titre en l'espace de 8 ans.
| Effectif des Warriors de Golden State - Champions NBA 2021-2022 |
| --- |
| 00 Jonathan Kuminga (1) • 0 Gary Payton II (1) • 1 Damion Lee (1) • 2 Chris Chiozza (1) • 3 Jordan Poole (1) • 4 Moses Moody (1) • 5 Kevon Looney (3/3) • 8 Nemanja Bjelica (1) • 9 Andre Iguodala (4/4) • 11 Klay Thompson (4/4) • 12 Quinndary Weatherspoon (1) • 22 Andrew Wiggins (1) • 23 Draymond Green (4/4) • 30 Stephen Curry (4/4) (MVP Finales) • 32 Otto Porter (1) • 33 James Wiseman (1) • 95 Juan Toscano-Anderson (1) Entraîneur : Steve Kerr (4/4 + J5) |

### 2022-2023
Les Nuggets de Denver battent le Heat de Miami quatre victoires à une. Les Nuggets remportent leur premier titre de leur histoire.
| Effectif des Nuggets de Denver - Champions NBA 2022-2023 |
| --- |
| 0 Christian Braun (1) • 1 Michael Porter Jr. (1) • 5 Kentavious Caldwell-Pope (2/2) • 6 DeAndre Jordan (1) • 7 Reggie Jackson (1) • 8 Peyton Watson (1) • 10 Jack White (1) • 11 Bruce Brown (1) • 13 Thomas Bryant (1) • 14 Ish Smith (1) • 15 Nikola Jokić (1) (MVP Finales) • 21 Collin Gillespie (1) • 22 Zeke Nnaji (1) • 27 Jamal Murray (1) • 31 Vlatko Čančar (1) • 32 Jeff Green (1) • 50 Aaron Gordon (1) Entraîneur : Michael Malone (1) |

### 2023-2024
Les Celtics de Boston battent les Mavericks de Dallas quatre victoires à une. Les Celtics remportent leur 18e titre de leur histoire, devenant à nouveau la franchise la plus titrée de l'histoire.
| Effectif des Celtics de Boston - Champions NBA 2023-2024 |
| --- |
| 0 Jayson Tatum (1) • 4 Jrue Holiday (2/2) • 7 Jaylen Brown (1) (MVP Finales) • 8 Kristaps Porziņģis (1) • 9 Derrick White (1) • 11 Payton Pritchard (1) • 12 Oshae Brissett (1) • 13 Drew Peterson (1) • 20 JD Davison (1) • 26 Xavier Tillman (1) • 27 Jordan Walsh (1) • 30 Sam Hauser (1) • 40 Luke Kornet (1) • 42 Al Horford (1) • 44 Jaden Springer (1) • 50 Sviatoslav Mykhaïliouk (1) • 88 Neemias Queta (1) Entraîneur : Joe Mazzulla (1) |

### 2024-2025
Le Thunder d'Oklahoma City bat les Pacers de l'Indiana quatre victoires à trois. Le Thunder remporte le 2e titre de son histoire, le premier dans la ville d'Oklahoma City, après la délocalisation de la franchise et le titre obtenu en 1979 avec les SuperSonics de Seattle.
| Effectif du Thunder d'Oklahoma City - Champions NBA 2024-2025 |
| --- |
| 2 Shai Gilgeous-Alexander (1) (MVP Finales) • 3 Dillon Jones (1) • 5 Luguentz Dort (1) • 6 Jaylin Williams (1) • 7 Chet Holmgren (1) • 8 Jalen Williams (1) • 9 Alex Caruso (2/2) • 11 Isaiah Joe (1) • 13 Ousmane Dieng (1) • 14 Adam Flagler (1) • 21 Aaron Wiggins (1) • 22 Cason Wallace (1) • 25 Ajay Mitchell (1) • 34 Kenrich Williams (1) • 55 Isaiah Hartenstein (1) • 88 Alex Ducas (1) Entraîneur : Mark Daigneault (1) |